# Lista odcinków serialu CSI: Kryminalne zagadki Las Vegas
Artykuł zawiera listę odcinków serialu telewizyjnego Kryminalne zagadki Las Vegas – emitowanego przez amerykańską stację telewizyjną CBS od 6 października 2000 roku. W Polsce serial jest emitowany na AXN, a dawniej w TV Puls oraz TVP2, zaś premierowe odcinki sezonów są najpierw emitowane na AXN, mające pierwszeństwo w emisji (z wyjątkiem pierwszego sezonu, który był emitowany w TVP2 przed startem AXN).
| Sezon | Sezon | Odcinki | Oryginalna emisja   | Oryginalna emisja | Oryginalna emisja   | Oryginalna emisja   | Oryginalna emisja |
| Sezon | Sezon | Odcinki | Premiera sezonu     | Finał sezonu      | Premiera sezonu     | Finał sezonu        |                   |
| ----- | ----- | ------- | ------------------- | ----------------- | ------------------- | ------------------- | ----------------- |
|       | 1     | 23      | 6 października 2000 | 17 maja 2001      | brak danych         | brak danych         |                   |
|       | 2     | 23      | 27 września 2001    | 16 maja 2002      | brak danych         | brak danych         |                   |
|       | 3     | 23      | 26 września 2002    | 15 maja 2003      | brak danych         | brak danych         |                   |
|       | 4     | 23      | 25 września 2003    | 20 maja 2004      | brak danych         | brak danych         |                   |
|       | 5     | 25      | 23 września 2004    | 19 maja 2005      | 5 marca 2005        | 20 sierpnia 2005    |                   |
|       | 6     | 24      | 22 września 2005    | 18 maja 2006      | 2 marca 2006        | 10 sierpnia 2006    |                   |
|       | 7     | 24      | 21 września 2006    | 17 maja 2007      | 8 marca 2007        | 16 sierpnia 2007    |                   |
|       | 8     | 17      | 27 września 2007    | 15 maja 2008      | 3 lutego 2008       | 22 listopada 2008   |                   |
|       | 9     | 24      | 9 października 2008 | 14 maja 2009      | 5 lutego 2009       | 16 lipca 2009       |                   |
|       | 10    | 23      | 24 września 2009    | 20 maja 2010      | 4 marca 2010        | 5 sierpnia 2010     |                   |
|       | 11    | 22      | 23 września 2010    | 12 maja 2011      | 10 lutego 2011      | 23 czerwca 2011     |                   |
|       | 12    | 22      | 21 września 2011    | 9 maja 2012       | 16 lutego 2012      | 5 lipca 2012        |                   |
|       | 13    | 22      | 26 września 2012    | 15 maja 2013      | 1 listopada 2012    | 25 lipca 2013       |                   |
|       | 14    | 22      | 25 września 2013    | 7 maja 2014       | 13 marca 2014       | 7 sierpnia 2014     |                   |
|       | 15    | 18      | 28 września 2014    | 15 lutego 2015    | 5 marca 2015        | 2 lipca 2015        |                   |
|       | Finał | 2       | 27 września 2015    | 27 września 2015  | 8 października 2015 | 8 października 2015 |                   |

## Sezon 1 (2000–2001)
| Nr | #  | Tytuł                | Polski tytuł              | Reżyseria          | Scenariusz                          | Premiera CBS         | Premiera w Polsce AXN | Kod produkcji |
| --- | -- | -------------------- | ------------------------- | ------------------ | ----------------------------------- | -------------------- | --------------------- | ------------- |
| 1 | 1  | Pilot                | Pilot                     | Danny Cannon       | Anthony E. Zuiker                   | 6 października 2000  | ?                     | 1,01          |
| Sprawa 1: Samobójstwo – w wannie znaleziono człowieka, który pożegnalną wiadomość nagrał na dyktafonie. Sprawa 2: Zabójstwo w obronie własnej – człowiek zastrzelony przy próbie wtargnięcia do domu znajomych. 3: Prostytutka okrada mężczyzn za pomocą środka usypiającego (Nick).                                   |    |                      |                           |                    |                                     |                      |                       |               |
| 2 | 2  | Cool Change          | Tragiczna wygrana         | Michael W. Watkins | Anthony E. Zuiker                   | 13 października 2000 | ?                     | 1,02          |
| 1:Mężczyzna wygrywa dużą sumę pieniędzy w kasynie i zostaje znaleziony martwy na środku ulicy po rzekomym skoku z okna hotelowego pokoju. 2: Sprawa postrzelenia (w poprzednim odcinku) nowej członkini zespołu techników kryminalistycznych Holly Gribbs. W serialu pojawia się Sara Sidle.                           |    |                      |                           |                    |                                     |                      |                       |               |
| 3 | 3  | Crate ‘n’ Burial     | Kulisy porwania           | Danny Cannon       | Ann Donahue                         | 20 października 2000 | ?                     | 1,03          |
| 1: Porwana zostaje żona bogatego mężczyzny. Grissom z Sarą znajdują ją zakopaną żywcem na pustyni. 2: Sprawa ucieczki kierowcy z miejsca wypadku samochodowego, w którym zginęła mała dziewczynka. Plątanina zeznań wnuk – dziadek.                                                                                    |    |                      |                           |                    |                                     |                      |                       |               |
| 4 | 4  | Pledging Mr. Johnson | Rytuał przyjęcia          | Anthony E. Zuiker  | Josh Berman                         | 27 października 2000 | ?                     | 1,04          |
| 1: Utopiona kobieta. Emocjonalne podejście Cath powoduje dynamiczny rozwój wypadków. 2: Martwy nastolatek. |    |                      |                           |                    |                                     |                      |                       |               |
| 5 | 5  | Friends & Lovers     | Przyjaciele i kochankowie | Lou Antonio        | Andrew Lipsitz                      | 3 listopada 2000     | ?                     | 1,05          |
| 1: Zabity sponsor szkoły. Cath i Nick badają sprawę na podstawie rozprysków krwi. 2: Kolejne śledztwo dotyczy chłopca, który zmarł na pustyni, prawdopodobnie wskutek strachu. 3: Sara odkrywa ciemną stronę domów pogrzebowych – recykling trumien.                                                                   |    |                      |                           |                    |                                     |                      |                       |               |
| 6 | 6  | Who Are You?         | Kim jesteś?               | Danny Cannon       | Carol Mendelsohn, Josh Berman       | 10 listopada 2000    | ?                     | 1,06          |
| 1: Zamurowany szkielet kobiety w fundamentach domu. 2: Mąż Cath oskarżony o gwałt. |    |                      |                           |                    |                                     |                      |                       |               |
| 7 | 7  | Blood Drops          | Krople krwi               | Kenneth Fink       | Ann Donahue                         | 17 listopada 2000    | ?                     | 1,07          |
| Cały odcinek poświęcony jest jednej sprawie – zamordowano w brutalny sposób czworo członków rodziny – ojca, matkę i dwóch synów; ocalały tylko ich dwie córki. |    |                      |                           |                    |                                     |                      |                       |               |
| 8 | 8  | Anonymous            | Anonimowość               | Danny Cannon       | Eli Talbert, Anthony E. Zuiker      | 24 listopada 2000    | ?                     | 1,08          |
| 1: Nawiązanie do pierwszego odcinka- pojawia się drugie upozorowane samobójstwo w wannie. 2: Drugą sprawę prowadzą Nick i Warrick; dotyczy ona samochodu, który zjechał ze skarpy z pijanym pasażerem bez kierowcy. Śledczy stawiają odmienne hipotezy dotyczące tego wypadku.                                         |    |                      |                           |                    |                                     |                      |                       |               |
| 9 | 9  | Unfriendly Skies     | Tragedia w powietrzu      | Michael Shapiro    | Andrew Lipsitz, Anthony E. Zuiker   | 8 grudnia 2000       | ?                     | 1,09          |
| Podczas lotu umiera, w niewyjaśnionych okolicznościach, jeden z pasażerów. Wszyscy pozostali pasażerowie stają się podejrzanymi. |    |                      |                           |                    |                                     |                      |                       |               |
| 10 | 10 | Sex, Lies and Larvae | Seks, kłamstwa i larwy    | Thomas J. Wright   | Josh Berman, Ann Donahue            | 22 grudnia 2000      | ?                     | 1,10          |
| 1: Turyści na pustyni znajdują rozkładające się ciało kobiety. Grissom z Sarą, aby znaleźć sprawcę, muszą ustalić czas zgonu na podstawie larw owadów znalezionych na ciele. 2: Cath i Warrick zajmują się sprawą kradzieży cennego obrazu. 3: Nick szuka kobiety, której zaginięcie zgłosił mąż...                    |    |                      |                           |                    |                                     |                      |                       |               |
| 11 | 11 | I-15 Murders         | Porwanie w supermarkecie  | Oz Scott           | Carol Mendelsohn                    | 12 stycznia 2001     | ?                     | 1,11          |
| 1. Grissom i Catherine zajmują się sprawą zaginionej kobiety, która prawdopodobnie padła ofiarą seryjnego mordercy; 2. Warrick i Sara badają śmierć mężczyzny – podejrzenie pada na brata ofiary. 3. Nick pomaga znajomej prostytutce oczyścić się z oskarżeń.                                                         |    |                      |                           |                    |                                     |                      |                       |               |
| 12 | 12 | Fahrenheit 932       | Fahrenheit 932            | Danny Cannon       | Jacqueline Zambrano                 | 1 lutego 2001        | ?                     | 1,12          |
| 1: Grissom otrzymuje kasetę video z więzienia z nagraną prośbą więźnia o podjęcie jeszcze raz śledztwa w sprawie podpalenia jego domu i śmierci żony i córki, o które został oskarżony. Poprzednim razem śledztwo prowadził Ecklie. Grissom przystaje na prośbę więźnia. 2: Martwy pośrednik nielegalnego bookmachera. |    |                      |                           |                    |                                     |                      |                       |               |
| 13 | 13 | Boom                 | Eksplozja                 | Kenneth Fink       | Josh Berman, Ann Donahue            | 8 lutego 2001        | ?                     | 1,13          |
| 1: Wybuch bomby w banku. 2: Policja znajduje martwą prostytutkę (odc. 1 i 11). Sprawę prowadzi Ecklie. W mieszkaniu prostytutki znajduje odciski palców i DNA Nick; zamierza go oskarżyć o morderstwo. Sprawę niezależnie od zespołu Ecklie’ego bada również Cath.                                                     |    |                      |                           |                    |                                     |                      |                       |               |
| 14 | 14 | To Halve and to Hold | Kość na pustyni           | Lou Antonio        | Andrew Lipsitz, Ann Donahue         | 15 lutego 2001       | ?                     | 1,14          |
| 1: Mężczyzna na spacerze z psem znajduje dziwnie wyglądającą kość. Zgłasza to policji; kość okazuje się ludzka. Grissom rozpoczyna poszukiwania reszty szkieletu. 2: W motelu zostaje znaleziony martwy striptizer. |    |                      |                           |                    |                                     |                      |                       |               |
| 15 | 15 | Table Stakes         | Pechowa impreza           | Danny Cannon       | Carol Mendelsohn, Anthony E. Zuiker | 22 lutego 2001       | ?                     | 1,15          |
| 1: Podczas przyjęcia charytatywnego zostaje znalezione ciało kobiety. Rozpoczynają się poszukiwania mordercy, a także nieobecnej od jakiegoś czasu właścicielki domu, w którym znaleziono zwłoki. 2: Ciało mężczyzny w windzie, z monetą wetkniętą w ranę postrzałową na czole.                                        |    |                      |                           |                    |                                     |                      |                       |               |
| 16 | 16 | Too Tough To Die     | Zbyt twarda, aby umrzeć   | Richard J. Lewis   | Elizabeth Devine                    | 1 marca 2001         | ?                     | 1,16          |
| 1: Sara prowadzi śledztwo w sprawie postrzelenia, będącej wskutek tego czynu w stanie krytycznym, kobiety. 2: Wznowiona sprawa strzelaniny między sąsiadami; zaginiony kluczowy dowód, nieznany przebieg zdarzeń. |    |                      |                           |                    |                                     |                      |                       |               |
| 17 | 17 | Face Lift            | Lifting                   | Lou Antonio        | Josh Berman                         | 8 marca 2001         | ?                     | 1,17          |
| 1: Martwy mężczyzna w sklepie. 2: Poszukiwania dziewczynki, porwanej 17 lat wcześniej; na miejscu zbrodni znaleziono jej odciski palców jako osoby dorosłej. 3: Warrick i Sara prowadzą śledztwo, w którym Sara zakłada, że kobieta spłonęła nie wskutek wypadku, a samospalenia...                                    |    |                      |                           |                    |                                     |                      |                       |               |
| 18 | 18 | $35K O.B.O.          | Śmierć na ulicy           | Roy H. Wagner      | Eli Talbert                         | 29 marca 2001        | ?                     | 1,18          |
| 1: Małżeństwo zamordowane pod restauracją i martwa kobieta w samochodzie. 2: Dwie śmiertelne ofiary zawalenia się domu. |    |                      |                           |                    |                                     |                      |                       |               |
| 19 | 19 | Gentle, Gentle       | Delikatna sprawa          | Danny Cannon       | Ann Donahue                         | 12 kwietnia 2001     | ?                     | 1,19          |
| 1: Porwane zostaje małe dziecko; porywacze zostawiają list bez żądania okupu. Dzięki psom policyjnym zostaje znalezione ciało chłopca. Cały zespół prowadzi tylko tę jedną sprawę. |    |                      |                           |                    |                                     |                      |                       |               |
| 20 | 20 | Sounds of Silence    | Dźwięki ciszy             | Peter Markle       | Josh Berman, Andrew Lipsitz         | 19 kwietnia 2001     | ?                     | 1,20          |
| 1: Policja znajduje ciało młodego chłopaka. Okazuje się, że był głuchy. Wychodzi na jaw, że Grissom potrafi się posługiwać językiem migowym. 2: Strzelanina w sklepie; 5 ofiar – trzech mężczyzn i dwie kobiety. Jedna z nich była w ciąży.                                                                            |    |                      |                           |                    |                                     |                      |                       |               |
| 21 | 21 | Justice Is Served    | Wymierzona sprawiedliwość | Thomas J. Wright   | Jerry Stahl                         | 26 kwietnia 2001     | ?                     | 1,21          |
| 1: Martwy mężczyzna w parku. Wygląda, jakby został zaatakowany przez duże zwierzę. Grissom odkrywa jednak, że niektóre z ran na ciele są wykonane skalpelem. Mężczyzna ma wyciętą wątrobę. 2: Mała dziewczynka znika w parku rozrywki w „Tunelu miłości”. Policja znajduje jej ciało w basenie tego tunelu.            |    |                      |                           |                    |                                     |                      |                       |               |
| 22 | 22 | Evaluation Day       | Dzień oceny               | Kenneth Fink       | Anthony E. Zuiker                   | 10 maja 2001         | ?                     | 1,22          |
| 1: Chłopak z poprawczaka prosi Warricka o pomoc. Chce, aby znalazł sprawcę morderstwa, aby nie musiał zeznawać. (nawiązanie do odc. 3) 2: Policja przypadkiem znajduje głowę mężczyzny w bagażniku samochodu. Rozpoczynają się poszukiwania sprawcy i reszty ciała.                                                    |    |                      |                           |                    |                                     |                      |                       |               |
| 23 | 23 | The Strip Strangler  | Dusiciel striptizerek     | Danny Cannon       | Ann Donahue                         | 17 maja 2001         | ?                     | 1,23          |
| W Las Vegas następuje seria brutalnych gwałtów. |    |                      |                           |                    |                                     |                      |                       |               |

## Sezon 2 (2001–2002)
| Nr | #  | Tytuł                     | Polski tytuł             | Reżyseria             | Scenariusz                          | Premiera CBS         | Premiera w Polsce AXN | Kod produkcji |
| --- | -- | ------------------------- | ------------------------ | --------------------- | ----------------------------------- | -------------------- | --------------------- | ------------- |
| 24 | 1  | Burked                    | Narkoman w ogrodzie      | Danny Cannon          | Carol Mendelsohn, Anthony E. Zuiker | 27 września 2001     | ?                     | 2,01          |
| Ekipa CSI prowadzi śledztwo w sprawie śmierci Tony’ego Browna, powiązanego z Samem Brownem – ojcem Catherine Willows. |    |                           |                          |                       |                                     |                      |                       |               |
| 25 | 2  | Chaos Theory              | Teoria chaosu            | Kenneth Fink          | Eli Talbert, Josh Berman            | 4 października 2001  | ?                     | 2,02          |
| Zespół CSI prowadzi śledztwo w sprawie zaginięcia z akademika młodej dziewczyny. Jednym z podejrzanych jest wykładowca zaginionej. Śledztwo prowadzi jednak do zaskakującego wniosku – zaginięcie i śmierć dziewczyny okazuje się tragicznym zbiegiem okoliczności. |    |                           |                          |                       |                                     |                      |                       |               |
| 26 | 3  | Overload                  | Przeciążenie             | Richard J. Lewis      | Josh Berman                         | 11 października 2001 | ?                     | 2,03          |
| 1: Grissom, Sara i Warrick zajmują się sprawą domniemanego zabójstwa pracownika budowlanego. Jednakże zdaniem szeryfa – dobrego znajomego kierownika budowy, na której zginął mężczyzna – był to tragiczny wypadek przy pracy. 2: Catherine i Nick prowadzą śledztwo w sprawie śmierci nastolatka zmarłego podczas sesji terapeutycznej u psychiatry. Okazuje się, że pani psychiatra była w przeszłości oskarżona o molestowanie nieletniego pacjenta. |    |                           |                          |                       |                                     |                      |                       |               |
| 27 | 4  | Bully for You             | Dręczyciel               | Thomas J. Wright      | Ann Donahue                         | 18 października 2001 | ?                     | 2,04          |
| 1: Grissom, Catherine i Warrick badają sprawę śmierci nastolatka w szkolnej toalecie. Okazuje się, że chłopak znęcał się fizycznie i psychicznie nad innymi uczniami. 2: Sara i Nick zajmują się sprawą znalezionych zwłok w zaawansowanym stadium rozkładu. |    |                           |                          |                       |                                     |                      |                       |               |
| 28 | 5  | Scuba Doobie-Doo          | Nurek na drzewie         | Jefery Levy           | Andrew Lipsitz, Elizabeth Devine    | 25 października 2001 | ?                     | 2,05          |
| 1: Grissom, Sara i Warrick próbują dojść, co wydarzyło się w mieszkaniu, na ścianach którego znaleziono pełno ludzkiej krwi. 2: Catherine i Nick zajmują się sprawą zwłok, ubranych w strój płetwonurka, znalezionych na drzewie w obszarze po pożarze. |    |                           |                          |                       |                                     |                      |                       |               |
| 29 | 6  | Alter Boys                | Ciało na pustyni         | Danny Cannon          | Ann Donahue                         | 1 listopada 2001     | ?                     | 2,06          |
| 1: Grissom, Sara i Nick zajmują się sprawą śmierci mężczyzny w średnim wieku. Wydaje się, że sprawa jest już rozwiązana, gdyż sprawca został przyłapany podczas grzebania zwłok na pustyni, jednakże okazuje się, że chroni on kogoś innego. 2: Catherine i Warrick badają sprawę śmierci młodej kobiety znalezionej w szatni części rekreacyjnej jednego z hoteli.                                                                                     |    |                           |                          |                       |                                     |                      |                       |               |
| 30 | 7  | Caged                     | Zamknięty w klatce       | Richard J. Lewis      | Elizabeth Devine, Carol Mendelsohn  | 8 listopada 2001     | ?                     | 2,07          |
| Catherine i Sara badają sprawę śmierci kobiety, która wjechała samochodem pod pociąg. Wychodzi na jaw, że nie był to wypadek ani samobójstwo. Grissom i Nick zajmują się sprawą śmierci kobiety w bibliotece Towarzystwa Historycznego Stanów Zachodnich. W trakcie dochodzenia okazuje się, że fałszowała ona drogocenne książki. |    |                           |                          |                       |                                     |                      |                       |               |
| 31 | 8  | Slaves of Las Vegas       | Niewolnik z Las Vegas    | Peter Markle          | Jerry Stahl                         | 15 listopada 2001    | ?                     | 2,08          |
| 1: Grissom, Catherine i Nick prowadzą dochodzenie w sprawie kobiety znalezionej zakopanej na placu zabaw. Okazuje się, że pracowała w Dominium Lady Heather, klubie dla fetyszystów. Grissom jest oczarowany gospodynią przybytku. 2: Sara i Warrick rozwiązują sprawę napadu i postrzelenia konwojenta odbierającego depozyt ze sklepu. |    |                           |                          |                       |                                     |                      |                       |               |
| 32 | 9  | And Then There Where None | I nie było już nikogo    | John Tiffin Patterson | Eli Talbert, Carol Mendelsohn       | 22 listopada 2001    | ?                     | 2,09          |
| 1: Grissom, Nick i Warrick badają sprawę napadu na kasyno, dokonanego przez kobietę i dwóch mężczyzn (przebranych za kobiety). Podczas akcji ginie jeden z napastników. 2: Catherine i Sara – morderstwo sprzedawcy w sklepie przy drodze stanowej. W sprawę wplątana jest Tammy Pelton (zob, s. 01 e.17). Okazuje się, że obydwie sprawy są ściśle ze sobą powiązane.                                                                                  |    |                           |                          |                       |                                     |                      |                       |               |
| 33 | 10 | Ellie                     | Elita                    | Charlie Correll       | Anthony E. Zuiker                   | 6 grudnia 2001       | ?                     | 2,10          |
| Grissom wyjeżdża na zjazd entomologów. Catherine jedzie do Reno. Zmianę przejmuje Warrick, z czego ani on, ani jego współpracownicy nie są zadowoleni. Prowadzą sprawę zastrzelenia oszusta i kuriera narkotyków. W sprawę wplątana jest córka Brassa – Ellie. |    |                           |                          |                       |                                     |                      |                       |               |
| 34 | 11 | Organ Grinder             | Handel organami ludzkimi | Allison Liddi         | Ann Donahue, Elizabeth Devine       | 13 grudnia 2001      | ?                     | 2,11          |
| W windzie jednego z hoteli zostaje znaleziony nieprzytomny mężczyzna. Umiera w szpitalu. Okazuje się, że był przez dłuższy czas truty selenem. Warrick wraca do starej sprawy związanej ze zmarłym – postrzał w czasie czyszczenia broni, uznany wcześniej za wypadek, budzi teraz wątpliwości. Gościnnie w odcinku pojawia się Marcia Cross – odtwórczyni roli Bree Hodge w serialu Gotowe na wszystko.                                                |    |                           |                          |                       |                                     |                      |                       |               |
| 35 | 12 | You’ve Got Male           | Masz faceta              | Charlie Correll       | Marc Dube, Corey Miller             | 20 grudnia 2001      | ?                     | 2,12          |
| 1: Na terenie budowy autostrady zostają znalezione ciała dwóch kobiet. Okazuje się, że były siostrami. Grissom, Sara i Warrick odkrywają, że jedna z nich poznała przez Internet mężczyznę – więźnia. I tu zaczęły się kłopoty... 2: W lesie został zastrzelony myśliwy. Catherine i Nick początkowo sądzą, iż był to wypadek, z czasem jednak pojawia się coraz więcej wątpliwości.                                                                    |    |                           |                          |                       |                                     |                      |                       |               |
| 36 | 13 | Identity Crisis           | Ciężar dowodu            | Kenneth Fink          | Anthony E. Zuiker, Ann Donahue      | 17 stycznia 2002     | ?                     | 2,13          |
| Powraca Paul Millander – morderca z odc. 01 i 08 sezonu pierwszego, który pozorował samobójstwa swoich ofiar. Grissom pasuje do jego schematu, jako kolejna ofiara. Cała grupa skupia się na rozwiązaniu tej sprawy. |    |                           |                          |                       |                                     |                      |                       |               |
| 37 | 14 | The Finger                | Palec                    | Richard J. Lewis      | Carol Mendelsohn, Danny Cannon      | 31 stycznia 2002     | ?                     | 2,14          |
| Mężczyzna z walizką wypełnioną milionem dolarów i krwią na rękach zostaje zatrzymany przez policję. Nie chce nic mówić, więc na miejsce zostają wezwani Catherine i Grissom. Po chwili okazuje się, że pieniądze przeznaczone są na okup dla porywacza, a Catherine zostaje zmuszona do uczestniczenia w przekazaniu. Uprowadzona kobieta zostaje odnaleziona – martwa. Zginęła jednak na długo przed tym, jak porywacz zadzwonił z żądaniem okupu.     |    |                           |                          |                       |                                     |                      |                       |               |
| 38 | 15 | Burden of Proof           | Ciężar dowodu            | Kenneth Fink          | Ann Donahue                         | 7 lutego 2002        | ?                     | 2,15          |
| Niedaleko LV znajduje się farma ciał, gdzie badane są ludzkie zwłoki rozkładające się w różnych warunkach. Ktoś podrzuca dodatkowe ciało – zastrzelonego mężczyznę. Nie ma w nim jednak ani pocisku, ani rany wylotowej. Cała nocna zmiana pracuje na rozwikłaniem tej zagadki. |    |                           |                          |                       |                                     |                      |                       |               |
| 39 | 16 | Primum Non Nocere         | Primum non nocere        | Danny Cannon          | Andrew Lipsitz                      | 28 lutego 2002       | ?                     | 2,16          |
| 1) Podczas meczu amatorskiej ligi hokeja ginie jeden z zawodników. Sprawą zajmują się Grissom, Catherine i Sara. 2) Nick i Warrick zajmują się sprawą śmierci saksofonisty. Wygląda na przedawkowanie... |    |                           |                          |                       |                                     |                      |                       |               |
| 40 | 17 | Felonious Monk            | Mnich przestępca         | Kenneth Fink          | Jerry Stahl                         | 7 marca 2002         | ?                     | 2,17          |
| 1) Grissom, Sara i Nick badają sprawę zastrzelenia czterech buddyjskich mnichów. Znak na ścianie wskazuje na porachunki gangów. Gościnnie w odcinku występuje Mark Dacascos. 2) Warrick i Catherine badają sprawę morderstwa przyjaciółki Catherine, którego dokonano 15 lat temu. Znajdują pewne nieścisłości w dowodach... |    |                           |                          |                       |                                     |                      |                       |               |
| 41 | 18 | Chasing the Bus           | Pogoń za autobusem       | Richard J. Lewis      | Eli Talbert                         | 28 marca 2002        | ?                     | 2,18          |
| Cała nocna zmiana bada sprawę wypadku autobusu jadącego z turystami do Vegas. Okazuje się jednak, że był to sabotaż. |    |                           |                          |                       |                                     |                      |                       |               |
| 42 | 19 | Stalker                   | Prześladowca             | Peter Markle          | Anthony E. Zuiker, Danny Cannon     | 4 kwietnia 2002      | ?                     | 2,19          |
| Cały zespół pracuje nad tajemniczą śmiercią młodej kobiety w jej własnym mieszkaniu. Śledczy próbują odpowiedzieć na pytanie w jaki sposób morderca dostał się do całkowicie zamkniętego od środka mieszkania, w którym nawet okna były od środka zabite gwoździami. Dodatkowo ktoś zaczyna żartować sobie z Nicka. |    |                           |                          |                       |                                     |                      |                       |               |
| 43 | 20 | Cats in the Cradle        | Koty w kołysce           | Richard J. Lewis      | Kris Dobkin                         | 25 kwietnia 2002     | ?                     | 2,20          |
| 1: Grissom, Catherine i Warrick zajmują się sprawą śmierci miłośniczki kotów w podeszłym wieku. Na miejscu zastają częściowo zjedzone ciało i pusty sejf. 2: Nick i Sara próbują ustalić kto próbował zabić Marcie Tobin, podkładając bombę w jej BMW. Podejrzenie pada na jej męża. |    |                           |                          |                       |                                     |                      |                       |               |
| 44 | 21 | Anatomy of a Lye          | Anatomia kłamstwa        | Kenneth Fink          | Josh Berman, Andrew Lipsitz         | 2 maja 2002          | ?                     | 2,21          |
| 1: Grissom i Sara zajmują się wyjaśnianiem śmierci pewnego mężczyzny, którego ciało znaleziono zakopane w parku miejskim. Przyczyną jego śmierci było potrącenie przez samochód i utrata krwi. 2: Nick próbuje się samodzielnie dowiedzieć, jak zginęła 26-letnia Stacy Warner, którą znaleziono martwą na pustyni. Sekcja zwłok wskazuje na utonięcie. 3: Catherine i Warrick zeznają w sądzie i nie mają czasu na pomoc kolegom w pracy.              |    |                           |                          |                       |                                     |                      |                       |               |
| 45 | 22 | Cross Jurisdictions       | Śmierć stróża prawa      | Danny Cannon          | Anthony E. Zuiker, Ann Donahue      | 9 maja 2002          | ?                     | 2,22          |
| Po przyjęciu w domu byłego szefa policji Las Vegas zostaje znalezione jego ciało, a żona i córka zostają porwane. Trop wiedzie na Florydę, dokąd lecą Catherine i Warrick. Na miejscu łączą pracę z miejscowym zespołem CSI pod kierownictwem Horatio Caine’a. Tymczasem Grissom i reszta zespołu zostają w Las Vegas, aby tam kontynuować śledztwo. Jest to odcinek pilotażowy nowego serialu stacji CBS CSI: Kryminalne zagadki Miami.                |    |                           |                          |                       |                                     |                      |                       |               |
| 46 | 23 | The Hunger Artist         | Głodujący artysta        | Richard J. Lewis      | Jerry Stahl                         | 16 maja 2002         | ?                     | 2,23          |
| Ostatni odcinek drugiej serii. Policja znajduje ciało młodej dziewczyny. Wszystko wskazuje na to, że była bezdomna. Jednak już w początkowej fazie dochodzenia Grissom i jego zespół odkrywają, że to nieprawda – denatka to Ashleigh Jame – gwiazda jednej z agencji modelek. |    |                           |                          |                       |                                     |                      |                       |               |

## Sezon 3 (2002–2003)
| Nr | #  | Tytuł                              | Polski tytuł                | Reżyseria             | Scenariusz                                                   | Premiera CBS         | Premiera w Polsce AXN | Kod produkcji |
| --- | -- | ---------------------------------- | --------------------------- | --------------------- | ------------------------------------------------------------ | -------------------- | --------------------- | ------------- |
| 47 | 1  | Revenge Is Best Served Cold        | Z zimną krwią               | Danny Cannon          | Carol Mendelsohn, Anthony E. Zuiker                          | 26 września 2002     | ?                     | 3,01          |
| 1: Grissom, Sara i Warrick zajmują się wyjaśnianiem śmierci hazardzisty, który podczas gry w pokera w kasynie dostał śmiertelnego ataku. Jego przyczynę ustalają kryminalistycy.2: Catherine i Nick próbują dowiedzieć się jak zginął młody mężczyzna, którego ciało znaleziono na opuszczonym lotnisku. Okazuje się, że brał udział w nielegalnych samochodowych wyścigach ulicznych. |    |                                    |                             |                       |                                                              |                      |                       |               |
| 48 | 2  | The Accused Is Entitled            | Oskarżony ma swoje prawa    | Kenneth Fink          | Elizabeth Devine, Ann Donahue                                | 3 października 2002  | ?                     | 3,02          |
| Po nocy ze słynnym aktorem zostaje znalezione ciało jednej z towarzyszących mu kobiet, druga zaś znika. Aktor – główny podejrzany – wynajmuje jednego z najlepszych adwokatów. Na świadka powołany zostaje biegły w dziedzinie kryminalistyki, który ma się przyglądać pracy całego zespołu techników – okazuje się, że jest to dawny wykładowca i mistrz Grissoma. Kryminalistycy starają się nie popełnić żadnego błędu, jednak w sądzie każdego z nich czeka niespodzianka – przedstawione zostają słabe punkty bieżącego postępowania oraz słabości z ich życia osobistego. Sam Grissom zaś ma coraz większe problemy ze słuchem. |    |                                    |                             |                       |                                                              |                      |                       |               |
| 49 | 3  | Let the Seller Beware              | Handlarz organami           | Richard J. Lewis      | Andrew Lipsitz, Anthony E. Zuiker                            | 10 października 2002 | ?                     | 3,03          |
| 1: W domu w dzielnicy willowej zostaje znaleziona zastrzelona kobieta. W jakiś czas po wkroczeniu ekipy techników Nick znajduje w basenie pod wodą ciało jej męża. 2: Sara zostaje wezwana do sprawy 17-letniej cheerleaderki, którą znaleziono wypatroszoną na boisku szkolnym. W ranie (na żebrach) są ślady ugryzień ludzkich zębów. |    |                                    |                             |                       |                                                              |                      |                       |               |
| 50 | 4  | A Little Murder                    | Małe morderstwo             | Tucker Gates          | Ann Donahue, Naren Shankar                                   | 17 października 2002 | ?                     | 3,04          |
| W Las Vegas odbywa się zjazd małych ludzi (karłów). Jeden z uczestników zostaje znaleziony powieszony. Początkowo śledczy podejrzewają samobójstwo. W trakcie badania innej sprawy Catherine zostaje napadnięta na miejscu przestępstwa. Sprawca ucieka. |    |                                    |                             |                       |                                                              |                      |                       |               |
| 51 | 5  | Abra Cadaver                       | Abrakadabra                 | Danny Cannon          | Danny Cannon, Anthony E. Zuiker                              | 31 października 2002 | ?                     | 3,05          |
| Podczas występu iluzjonisty znika kobieta biorąca na ochotnika udział w jednej z jego sztuczek. Grissom, Sara i Warrick badają sprawę. 2: Catherine i Nick muszą rozwikłać zagadkę śmierci piosenkarza rockowego, którego znaleziono martwego po występie zespołu. Początkowo wszystko wskazuje na przedawkowanie narkotyku. |    |                                    |                             |                       |                                                              |                      |                       |               |
| 52 | 6  | The Execution of Catherine Willows | Egzekucja Catherine Willows | Kenneth Fink          | Elizabeth Devine, Carol Mendelsohn                           | 7 listopada 2002     | ?                     | 3,06          |
| Zostaje wstrzymana egzekucja seryjnego mordercy, którego sprawę prowadziła Catherine 15 lat temu. Został on skazany za gwałt na 3 kobietach i ich zamordowanie. Pojawiły się nowe dowody w tej sprawie. Badają je Catherine i Warrick. Tymczasem Grissom, Sara i Nick szukają kobiety, która nie pojawiła się w pracy. Okazuje się, że sprawy są ze sobą powiązane. |    |                                    |                             |                       |                                                              |                      |                       |               |
| 53 | 7  | Fight Night                        | Nocna walka                 | Richard J. Lewis      | Andrew Lipsitz, Naren Shankar                                | 14 listopada 2002    | ?                     | 3,07          |
| Podczas walki bokserskiej umiera jeden z zawodników. W tym samym czasie ginie członek jednego z gangów z Los Angeles. Obrabowany zostaje także jubiler. |    |                                    |                             |                       |                                                              |                      |                       |               |
| 54 | 8  | Snuff                              | Tabaka                      | Kenneth Fink          | Ann Donahue, Bob Harris                                      | 21 listopada 2002    | ?                     | 3,08          |
| Śledczy badają sprawę morderstwa zarejestrowanego na filmie porno. Ponadto znajdują rozkładające się zwłoki mężczyzny całe pokryte mrówkami. |    |                                    |                             |                       |                                                              |                      |                       |               |
| 55 | 9  | Blood Lust                         | Żądza krwi                  | Charlie Correll       | Josh Berman, Carol Mendelsohn                                | 5 grudnia 2002       | ?                     | 3,09          |
| Członkowie zespołu odkrywają, że nastolatek potrącony przez taksówkę został wcześniej dźgnięty nożem i to właśnie zdarzenie zdecydowało o jego śmierci. Ustalają też, że miejscem przestępstwa był pobliski park. Tam znajdują kolejne ciało - ofiarę postrzału. Taksówkarz (pochodzenia hinduskiego) zostaje śmiertelnie pobity przez grupę ludzi winiących go za śmierć chłopaka. Okazuje się, że ojciec nastolatka groził jego matce. |    |                                    |                             |                       |                                                              |                      |                       |               |
| 56 | 10 | High and Low                       | Wzloty i upadki             | Richard J. Lewis      | Naren Shankar, Eli Talbert                                   | 12 grudnia 2002      | ?                     | 3,10          |
| Znalezione zostaje ciało; początkowo wygląda, jakby ofiara spadła z dachu. Okazuje się jednak, że to paralotniarz. Do tego sprawa śmiertelnie postrzelonego mężczyzny, w której dużą role odegrały skomplikowane stosunki sąsiedzkie. |    |                                    |                             |                       |                                                              |                      |                       |               |
| 57 | 11 | Recipe for Murder                  | Przepis na morderstwo       | Richard J. Lewis      | Ann Donahue, Anthony E. Zuiker, J. Miller Tobin              | 9 stycznia 2003      | ?                     | 3,11          |
| Makabryczna zbrodnia. Znalezione zostaje ciało w maszynce do mięsa. Okazuje się, że zmielenie nastąpiło pośmiertnie. Faktyczne miejsce zbrodni to restauracja gdzie nieszczęśnik był szefem kuchni. Druga sprawa to upozorowane samobójstwo młodej dziewczyny; samobójstwo przez przecięcie żył. |    |                                    |                             |                       |                                                              |                      |                       |               |
| 58 | 12 | Got Murder?                        | Kruk morderca?              | Kenneth Fink          | Sarah Goldfinger                                             | 16 stycznia 2003     | ?                     | 3,12          |
| Grupa ornitologów amatorów w trakcie obserwacji ptaków zauważa kruka, który siedząc w gnieździe, trzyma w dziobie ludzkie oko. Catherine, Nick i Sara znajdują ciało na pobliskim wysypisku. Druga sprawa skupia się wokół człowieka poddanego sekcji zwłok, a jak się okazało na stole sekcyjnym – jeszcze w tym momencie żywego... |    |                                    |                             |                       |                                                              |                      |                       |               |
| 59 | 13 | Random Acts of Violence            | Przemoc na chybił trafił    | Danny Cannon          | Danny Cannon, Naren Shankar                                  | 30 stycznia 2003     | ?                     | 3,13          |
| Grissom i Warrick prowadzą sprawę zabójstwa córki przyjaciela Warricka z dawnych czasów. Warrick podchodzi do tej sprawy bardzo emocjonalnie przez co dochodzi między nim a Grissomem do spięcia oraz do mało przyjemnych sytuacji. Tymczasem Nick sam prowadzi sprawę zabójstwa szefa jednej firmy internetowej. Okazuje się, że wszyscy trzej pracownicy w tym czasie siedzieli przy swoich biurkach. |    |                                    |                             |                       |                                                              |                      |                       |               |
| 60 | 14 | One Hit Wonder                     | Przedziwne zdarzenie        | Felix Enríquez Alcalá | Corey Miller                                                 | 6 lutego 2003        | ?                     | 3,14          |
| W pewnej okolicy Las Vegas nasilają się przestępstwa na tle seksualnym. Śledczy poszukują zboczeńca. Sara wznawia sprawę zabójstwa męża swojej koleżanki (pani prokurator); po dokładnym zbadaniu dowodów, nasuwają się jej wnioski, że pani prokurator – ciężko ranna w trakcie tego zajścia – mijała się z prawdą. |    |                                    |                             |                       |                                                              |                      |                       |               |
| 61 | 15 | Lady Heather’s Boxy                | Szkatułka lady Heather      | Richard J. Lewis      | Carol Mendelsohn, Andrew Lipsitz, Eli Talbert, Naren Shankar | 13 lutego 2003       | ?                     | 3,15          |
| W jednym z nocnych klubów dochodzi do zabicia młodego mężczyzny, który – jak się później okazuje – pracował dla Lady Heather, prowadzącej przybytek dla sadystów i fetyszystów. Druga sprawa to wypadek samochodowy z udziałem Eddiego Willowsa – męża Catherine, ich córki Lindsay i kochanki Eddiego. Niedaleko miejsca wypadku policjanci znajdują ciało Eddiego z raną postrzałową. Sara, która kieruje śledztwem, idzie śladem kochanki i odnajduje dilera narkotykowego, który najprawdopodobniej jest zabójcą Eddiego. |    |                                    |                             |                       |                                                              |                      |                       |               |
| 62 | 16 | Lucky Strike                       | Szczęśliwy traf             | Kenneth Fink          | Anthony E. Zuiker, Eli Talbert                               | 20 lutego 2003       | ?                     | 3,16          |
| Policja prowadzi pościg za samochodem, który ktoś prowadzi tak, jakby był mocno nietrzeźwy - po zatrzymaniu samochodu okazuje się, że kierowca ma wbity w głowę drewniany kołek. Sprawę tę prowadzą Grissom i Nick. Warrick i Catherine badają okoliczności porwania syna znanego koszykarza. Porywacz zostawia list z żądaniem okupu. |    |                                    |                             |                       |                                                              |                      |                       |               |
| 63 | 17 | Crash and Burn                     | Śmierć w restauracji        | Richard J. Lewis      | Josh Berman                                                  | 13 marca 2003        | ?                     | 3,17          |
| Sara, Catherine i Warrick badają sprawę wypadku samochodowego; ponad siedemdziesięcioletnia kobieta wjechała prowadzonym z dużą prędkością samochodem w witrynę restauracji. Ubocznym skutkiem dochodzenia są informacje uzyskane przez Sarę na temat będącego z nią w związku Hanka. Grissom i Nick uczestniczą w śledztwie w sprawie śmierci kobiety wskutek zatrucia tlenkiem węgla; dochodzą do wniosku, że zatrucie nie było przypadkiem. |    |                                    |                             |                       |                                                              |                      |                       |               |
| 64 | 18 | Precious Metal                     | Cenny metal                 | Naren Shankar         | Andrew Lipsitz                                               | 3 kwietnia 2003      | ?                     | 3,18          |
| 1: Jedna z dwóch młodych dziewczyn, podczas jazdy na quadach, wpada na beczkę z chemikaliami. Okazuje się, że w środku jest rozkładające się ciało mężczyzny. Sprawę prowadzi Catherine, pomagają jej Nick i Sara. Wszystko prowadzi do grupy ludzi organizujących walki robotów. 2: Na stercie śmieci znaleziono ciało mężczyzny; był kolekcjonerem monet – okoliczności zgonu próbują ustalić Grissom i Warrick. Do ujęcia sprawcy w znacznym stopniu przyczynia się Greg. |    |                                    |                             |                       |                                                              |                      |                       |               |
| 65 | 19 | A Night at the Movies              | Wieczór w kinie             | Matt Earl Beesley     | Danny Cannon, Anthony E. Zuiker                              | 10 kwietnia 2003     | ?                     | 3,19          |
| W kinie podczas seansu zostaje zamordowany mężczyzna – dentysta. Grissom i Catherine badają okoliczności zabójstwa. Początkowo wszystko wskazuje na pacjentkę, która oskarżyła lekarza o molestowanie – jednak i ona ginie. Tymczasem Sara, Nick i Warrick dostają wezwanie do hangaru, gdzie znaleziono ciało motocyklisty. Sprawa jest o tyle trudna, że jest tam ponad 100 łusek do zbadania. |    |                                    |                             |                       |                                                              |                      |                       |               |
| 66 | 20 | Lost Laugh                         | Ostatni śmiech              | Richard J. Lewis      | Bob Harris, Anthony E. Zuiker                                | 24 kwietnia 2003     | ?                     | 3,20          |
| Komik umiera nagle podczas występu. Okazuje się, że został otruty. Warrick dostaje wezwanie do sklepu, gdzie zmarł młody człowiek – również on został otruty. Obie sprawy są ze sobą powiązane. Kapitan Brass prosi Nicka o pomoc w sprawie, którą parę dni temu zamknął, jednak chyba za szybko. Pomaga mu Sara. Muszą ustalić, czy faktycznie kobieta poślizgnęła się w wannie, czy też pomógł jej w tym mąż, żeby dostać dużą kwotę z polisy. |    |                                    |                             |                       |                                                              |                      |                       |               |
| 67 | 21 | Forever                            | Na zawsze                   | David Grossman        | Sarah Goldfinger                                             | 1 maja 2003          | ?                     | 3,21          |
| 1: Na pokładzie odrzutowca ginie opiekunka konia, który również był w samolocie. Grissom, Catherine i Nick ustalają kolejność wydarzeń oraz muszą znaleźć zabójcę. 2: Sara i Warrick dostają wezwanie na pustynię, gdzie znalezione zostają zwłoki młodego chłopaka. Jak się okazuje był on sierotą i nie była to jego pierwsza próba samobójstwa. Chwilę potem zostają odnalezione kolejne zwłoki, tym razem młodej dziewczyny, która także popełniła samobójstwo. |    |                                    |                             |                       |                                                              |                      |                       |               |
| 68 | 22 | Play with Fire                     | Zabawa z ogniem             | Kenneth Fink          | Andrew Lipsitz, Naren Shankar                                | 8 maja 2003          | ?                     | 3,22          |
| W pomieszczeniu komentatorów na stadionie szkoły średniej zostaje znaleziona uduszona młoda kobieta; na miejscu zbrodni ekipa kryminalistyków jest niecałą godzinę po morderstwie. W laboratorium badań DNA dochodzi do wybuchu, w którym poważne obrażenia odnosi Greg. Dochodzenie w tej sprawie prowadzą Catherine i Warrick. |    |                                    |                             |                       |                                                              |                      |                       |               |
| 69 | 23 | Inside the Box                     | W pudełku                   | Danny Cannon          | Carol Mendelsohn, Anthony E. Zuiker                          | 15 maja 2003         | ?                     | 3,23          |
| Podczas napadu na bank zostaje zastrzelony – będący akurat w tym banku w czasie rabunku – detektyw Lockwood, policjant z wydziału zabójstw, współpracownik śledczych z CSI. Sprawa staje się osobista dla Catherine, gdy ślady prowadzą do właściciela kasyna, Sama Brauna. W tle jest też morderstwo w pokoju hotelowym popełnione jakiś czas temu... Grissom podejmuje zasadniczą decyzję dotyczącą jego problemów ze słuchem. |    |                                    |                             |                       |                                                              |                      |                       |               |

## Sezon 4 (2003–2004)
| Nr | #  | Tytuł                      | Polski tytuł                      | Reżyseria         | Scenariusz                                       | Premiera CBS         | Premiera w Polsce AXN | Kod produkcji |
| --- | -- | -------------------------- | --------------------------------- | ----------------- | ------------------------------------------------ | -------------------- | --------------------- | ------------- |
| 70 | 1  | Assume Nothing             | Błędne domniemanie                | Richard J. Lewis  | Anthony E. Zuiker, Danny Cannon                  | 25 września 2003     | ?                     | 4,01          |
| Ekipa Gila Grissoma rozwiązuje zagadkę tajemniczych zgonów dwóch małżeństw. Wedle ustaleń ekipy śledczej, w tę tajemniczą śmierć jest zamieszane inne małżeństwo. Sprawa może mieć podłoże seksualne. Ale podejrzani giną, zanim zostaną im przedstawione zarzuty. |    |                            |                                   |                   |                                                  |                      |                       |               |
| 71 | 2  | All for Our Country        | Wszyscy za ojczyznę               | Richard J. Lewis  | Andrew Lipsitz, Carol Mendelsohn                 | 2 października 2003  | ?                     | 4,02          |
| Mordercą pary seryjnych zabójców okazuje się urzędnik sądowy, były policjant, który widząc bezsilność wymiaru sprawiedliwości, postanowił wziąć sprawy we własne ręce. W wannie zostają znalezione zwłoki studenta. Catherine i Sara ustalają, że przyczyną śmierci był cios, który zadano ofierze kilka godzin wcześniej w barze. |    |                            |                                   |                   |                                                  |                      |                       |               |
| 72 | 3  | Homebodies                 | Domatorzy                         | Kenneth Fink      | Naren Shankar, Sarah Goldfinger                  | 9 października 2003  | ?                     | 4,03          |
| Samotna nauczycielka, zamknięta przez włamywacza w szafie, umiera. Gdy po miesiącu na miejsce zbrodni wkracza policja, ciało kobiety okazuje się w naturalny sposób zmumifikowane. Pewna dziewczyna zostaje zgwałcona przez brutalnych włamywaczy. Świadkiem zdarzenia jest jej ojciec. Sparaliżowany z przerażenia i rozpaczy, nie potrafi jednak jej pomóc. Zawodowy tropiciel przestępców popełnia samobójstwo w sposób, który sugeruje morderstwo.                                                                                  |    |                            |                                   |                   |                                                  |                      |                       |               |
| 73 | 4  | Feeling the Heat           | Ofiary upałów                     | Kenneth Fink      | Anthony E. Zuiker, Eli Talbert                   | 23 października 2003 | ?                     | 4,04          |
| Ojciec, w strasznym upale, zostawia w samochodzie kilkumiesięczne dziecko. Śledztwo wykazuje, że było to swego rodzaju zabójstwo z litości. Rodzice podejrzewali, że ich syn cierpi na nieuleczalną, dziedziczną chorobę. Odpoczywający w fotelu mężczyzna zostaje śmiertelnie porażony prądem. Warrick Brown bada, jak do tego doszło. Chłopak, bezskutecznie ratując życie dziewczynie, sam ginie. Początkowo policja podejrzewa, że chciał ją zamordować.                                                                            |    |                            |                                   |                   |                                                  |                      |                       |               |
| 74 | 5  | Fur and Loathing           | Człowiek w futrze                 | Richard J. Lewis  | Jerry Stahl                                      | 30 października 2003 | ?                     | 4,05          |
| Ginie człowiek potrącony przez samochód. Okazuje się, że przebrany za szopa mężczyzna wcześniej został postrzelony. Gil Grissom i Catherine Willows wpadają na trop tajemniczej grupy. Okazuje się, że ci ludzie potrafią kontaktować się z innymi tylko wtedy, gdy są przebrani za zwierzęta futerkowe. |    |                            |                                   |                   |                                                  |                      |                       |               |
| 75 | 6  | Jackpot                    | brak danych                       | Danny Cannon      | Naren Shankar, Carol Mendelsohn                  | 6 listopada 2003     | ?                     | 4,06          |
| Pewien student zostaje brutalnie zamordowany. Gil Grissom udaje się na miejsce zbrodni. Odkrywa, że mordu dokonał współlokator ofiary. Motywem był homoseksualny związek ojca mordercy z ofiarą. Sam Brown, ojciec Catherine Willows, daje jej czek na 250 000 dolarów. Catherine nie wie, czy ma ten prezent przyjąć. |    |                            |                                   |                   |                                                  |                      |                       |               |
| 76 | 7  | Invisible Evidence         | Niewidzialne dowody               | Danny Cannon      | Josh Berman                                      | 13 listopada 2003    | ?                     | 4,07          |
| Sędzia odrzuca dowody zebrane przez ekspertów kryminalistycznych, ponieważ policja nie wystąpiła w porę o nakaz przeszukania samochodu mężczyzny podejrzanego o gwałt i morderstwo. Eksperci muszą zebrać nowe dowody. Poprzednie – w myśl prawa – nie mogą być wykorzystane w sądzie. Nowe śledztwo może trwać tylko dobę – na tyle zezwolił sąd. Eksperci odnoszą sukces. A, co najważniejsze, okazuje się, że pierwszy podejrzany był niewinny.                                                                                      |    |                            |                                   |                   |                                                  |                      |                       |               |
| 77 | 8  | After the Show             | Po przedstawieniu                 | Kenneth Fink      | Andrew Lipsitz, Elizabeth Devine                 | 20 listopada 2003    | ?                     | 4,08          |
| Przed tygodniem zaginęła dziewczyna, której marzeniem było zostać tancerką w jednej z rewii Las Vegas. W ręce policji oddaje się znany fotografik, który jednak nie chce wskazać miejsca, gdzie ukrył zwłoki. Powtarza jedynie, że nikomu nie zrobił krzywdy. Sprawą początkowo mają się zająć Sara i Nick. Dla ich kariery takie dochodzenie ma bardzo istotne znaczenie. Ostatecznie Gil Grissom powierza kierowanie śledztwem Catherine, która – jego zdaniem – najłatwiej nawiąże kontakt z podejrzanym o morderstwo fotografikiem. |    |                            |                                   |                   |                                                  |                      |                       |               |
| 78 | 9  | Grissom Versus the Volcano | Grissom przeciwko Volcano         | Richard J. Lewis  | Anthony E. Zuiker, Carol Mendelsohn              | 11 grudnia 2003      | ?                     | 4,09          |
| W hotelowej wannie znaleziono zwłoki żony znanego piosenkarza. Test toksykologiczny wykazuje, że kobieta zmarła wskutek otrucia. Szczegółowe śledztwo wykazuje, że ofiara popełniła samobójstwo. Przed jednym z hoteli wybucha bomba podłożona w samochodzie. Podejrzanym jest człowiek, który prowadzi podwójne życie. Mężczyzna ma dwie żony i z każdą z nich dziecko. Według prowadzących dochodzenie ekspertów bombę podłożyła jedna z kobiet. W ten sposób chciała się zemścić się na niewiernym mężu.                             |    |                            |                                   |                   |                                                  |                      |                       |               |
| 79 | 10 | Coming of Rage             | W napadzie szału                  | Nelson McCormick  | Sarah Goldfinger                                 | 18 grudnia 2003      | ?                     | 4,10          |
| Na terenie budowy znaleziono zwłoki nastolatka. Ktoś brutalnie go zamordował w chwili, gdy chłopak usiłował zgwałcić szkolną koleżankę. Tak przynajmniej z pozoru to wygląda. Pechowy amator broni palnej strzelając do celu chybił i nieświadomie zabił kobietę przed jej własnym domem stojącym kilkaset metrów dalej. |    |                            |                                   |                   |                                                  |                      |                       |               |
| 80 | 11 | Eleven Angry Jurors        | Jedenastu wściekłych przysięgłych | Matt Earl Beesley | Josh Berman, Andrew Lipsitz                      | 8 stycznia 2004      | ?                     | 4,11          |
| Kolejny dzień z rzędu obraduje ława przysięgłych. Sędziowie nie mogą ustalić werdyktu; jeden z nich nie zgadza się z opinią pozostałej jedenastki. Ten właśnie sędzia zostaje niebawem znaleziony martwy w pokoju narad. Podejrzanymi są pozostali sędziowie. Na policję zgłasza się kobieta, której siostrę przed czterema laty uznano za zaginioną. Kobieta zeznaje, że w rzeczywistości została ona zamordowana przez swego męża, szwagra zeznającej. Grissom ponownie otwiera sprawę zamkniętą przed czterema laty.                 |    |                            |                                   |                   |                                                  |                      |                       |               |
| 81 | 12 | Butterflied                | Z precyzją medyka                 | Richard J. Lewis  | David Rambo                                      | 15 stycznia 2004     | ?                     | 4,12          |
| Młoda pielęgniarka zostaje zamordowana w swoim domu. Podejrzenie pada na jej kochanka, lekarza ze szpitala, w którym razem pracowali. Poszukiwania lekarza nie dają jednak rezultatu. Wkrótce policja znajduje jego poćwiartowane zwłoki. Mordercą okazuje się inny lekarz, poprzedni kochanek dziewczyny. Zespół Gila Grissoma zna nazwisko sprawcy, ale nie potrafi przedstawić mu przekonujących dowodów winy. |    |                            |                                   |                   |                                                  |                      |                       |               |
| 82 | 13 | Suckers                    | Sekta wampirów                    | Danny Cannon      | Josh Berman, Danny Cannon                        | 5 lutego 2004        | ?                     | 4,13          |
| Właściciel kasyna organizuje wystawę zabytkowej japońskiej broni. Podczas uroczystego otwarcia ginie w tajemniczych okolicznościach najcenniejszy eksponat. To odwraca uwagę ochrony od sejfu, którego zawartość stała się łupem włamywaczy. W opuszczonym domu policja znajduje zwłoki młodej kobiety. Trop prowadzi do środowiska ludzi, którzy sądzą, że są wampirami. |    |                            |                                   |                   |                                                  |                      |                       |               |
| 83 | 14 | Paper or Plastic?          | Napad na sklep                    | Kenneth Fink      | Naren Shankar                                    | 12 lutego 2004       | ?                     | 4,14          |
| Podczas napadu na sklep zostaje zastrzelony policjant. Jego partner, który przychodzi mu ze spóźnioną odsieczą, zabija napastników i – niechcący, a nawet nieświadomie – jedną z kupujących. Brygada Grissoma dowodzi, że napad był przygotowany przez pracownicę sklepu. |    |                            |                                   |                   |                                                  |                      |                       |               |
| 84 | 15 | Early Rollout              | Brutalna egzekucja                | Duane Clark       | Anthony E. Zuiker, Carol Mendelsohn              | 19 lutego 2004       | ?                     | 4,15          |
| Na podjeździe własnej rezydencji zostaje zamordowane małżeństwo – właściciel nocnego klubu i była gwiazda filmów porno. Szybko udaje się ustalić podejrzanych o to podwójne morderstwo. Jednak podejrzani również giną w tajemniczych okolicznościach. Trop prowadzi do byłego wspólnika zamordowanego, który procesował się z nim o pieniądze. |    |                            |                                   |                   |                                                  |                      |                       |               |
| 85 | 16 | Getting off                | Transwestyta czy klaun            | Kenneth Fink      | Jerry Stahl                                      | 26 lutego 2004       | ?                     | 4,16          |
| W dzielnicy, gdzie pracują transseksualne prostytutki, znaleziono zwłoki klauna oraz zwłoki terapeuty pracującego z narkomanami. Śledztwo wykazuje, że klauna zamordował zazdrosny mąż, przyłapawszy go in flagranti z własną żoną. Za śmierć terapeuty odpowiada natomiast mężczyzna, który w zamian za seks dawał dziewczynie narkotyki. Wyleczona z nałogu dziewczyna już nie godziła się na taki układ. |    |                            |                                   |                   |                                                  |                      |                       |               |
| 86 | 17 | XX                         | XX                                | Deran Sarafian    | Ethlie Ann Vare                                  | 11 marca 2004        | ?                     | 4,17          |
| Spod kół pędzącego autobusu wypada odcięta ludzka ręka. Autobusem podróżowały więźniarki. Zabitą okazuje się jedna z nich. Eksperci chcą się dowiedzieć, kto i dlaczego zabił. We własnym mieszkaniu zostaje zamordowany nałogowy hazardzista. Nie wiadomo jednak, czy rzeczywiście było to morderstwo, czy wyrafinowane samobójstwo. |    |                            |                                   |                   |                                                  |                      |                       |               |
| 87 | 18 | Bad to the Bone            | Zły do kości                      | David Grossman    | Eli Talbert                                      | 1 kwietnia 2004      | ?                     | 4,18          |
| Na hotelowym parkingu zostaje śmiertelnie pobity mężczyzna. Po napadzie bandyta myje ręce i spokojnie udaje się do restauracji. Zostaje aresztowany. Udowodnienie mu winy nie nastręcza trudności. Mężczyzna umiera jednak podczas przesłuchania. Drobiazgowe śledztwo i badanie przeszłości zmarłego odsłania kolejne tajemnice. |    |                            |                                   |                   |                                                  |                      |                       |               |
| 88 | 19 | Bad Words                  | Złe słowa                         | Rob Bailey        | Sarah Goldfinger                                 | 15 kwietnia 2004     | ?                     | 4,19          |
| W domu na przedmieściach Las Vegas wybucha pożar, w którym wskutek zaczadzenia ginie nastolatka. Ekipa Gila Grissoma musi rozwiązać zagadkę jej śmierci, tj. ustalić, kto i dlaczego podpalił dom. W jednym z hoteli w mieście odbywają się mistrzostwa w grze przypominającej scrabble. Jeden z zawodników, najlepszy gracz, zostaje znaleziony martwy w toalecie. W jego przełyku i żołądku tkwią żetony, z których gracze układają słowa.                                                                                            |    |                            |                                   |                   |                                                  |                      |                       |               |
| 89 | 20 | Dead Ringer                | Sobowtór                          | Kenneth Fink      | Elizabeth Devine                                 | 29 kwietnia 2004     | ?                     | 4,20          |
| Podczas dorocznego sztafetowego biegu policjantów umiera na atak serca jeden z uczestników. Przed śledczymi stoi pytanie, czy śmierć nastąpiła z przyczyn naturalnych, czy do wypadku przyczynił się rywal. W hotelowym pokoju znaleziono zwłoki policjantki i policjanta. Podejrzaną jest inna policjantka, mieszkająca za ścianą, która była kochanka zamordowanego. Trop prowadzi jednak do zazdrosnej żony. |    |                            |                                   |                   |                                                  |                      |                       |               |
| 90 | 21 | Turn of the Screws         | Obrót śruby                       | Deran Sarafian    | Josh Berman                                      | 6 maja 2004          | ?                     | 4,21          |
| W największym w Nevadzie lunaparku wypada z szyn wagonik kolejki górskiej. Ginie 5 osób. Na miejscu zostają też znalezione zwłoki pracownika lunaparku, który zginął kilkanaście godzin wcześniej. Za miastem na odludziu rowerzyści znajdują zwłoki trzynastolatki. Podejrzaną o popełnienie zbrodni jest jej rzekomo zrozpaczona matka. |    |                            |                                   |                   |                                                  |                      |                       |               |
| 91 | 22 | No More Bets               | Koniec zakładów                   | Richard J. Lewis  | Naren Shankar, Carol Mendelsohn, Judith McCreary | 13 maja 2004         | ?                     | 4,22          |
| W tajemniczych okolicznościach giną dwaj oszuści. Ponieważ nieuczciwie wygrali pół miliona dolarów w jednym z kasyn Sama Brauna, to właśnie on staje się głównym podejrzanym. Gil Grissom odsuwa od śledztwa Catherine Willows, ponieważ Sam Braun jest jej ojcem. |    |                            |                                   |                   |                                                  |                      |                       |               |
| 92 | 23 | Bloodlines                 | Rodowód                           | Kenneth Fink      | Carol Mendelsohn, Naren Shankar                  | 20 maja 2004         | ?                     | 4,23          |
| Wracająca z pracy krupierka jednego z kasyn zostaje brutalnie pobita i zgwałcona. Ślady wskazują, że mógł tego dokonać nieznany mężczyzna, który przed rokiem zgwałcił i zamordował inną kobietę. Trop prowadzi do kilku braci. Jednak badania DNA początkowo nie pozwalają ustalić, który z nich dokonał zbrodni. Jeden z braci charakteryzuje się bowiem rzadką skazą genetyczną. Sara zostaje przyłapana na jeździe po spożyciu alkoholu. Grissom zabiera ją do domu.                                                                |    |                            |                                   |                   |                                                  |                      |                       |               |

## Sezon 5 (2004–2005)
| Nr | #     | Tytuł                          | Polski tytuł                            | Reżyseria         | Scenariusz                                                            | Premiera CBS         | Premiera w Polsce AXN                                 | Kod produkcji |
| --- | ----- | ------------------------------ | --------------------------------------- | ----------------- | --------------------------------------------------------------------- | -------------------- | ----------------------------------------------------- | ------------- |
| 93 | 1     | Viva Las Vegas                 | Viva Las Vegas                          | Danny Cannon      | Danny Cannon, Carol Mendelsohn                                        | 23 września 2004     | 5 marca 2005                                          | 5,01          |
| Greg Sanders zdaje swój egzamin w terenie w czasie strzelaniny w nocnym klubie, która odbywa się pod okiem Grissoma. Nick i Sara badają sprawę ciała nielegalnego emigranta znalezionego w grobie w zlokalizowanym Strefie 51. Warrick odbywa milowy spacer w butach nieboszczyka, żeby zrozumieć dlaczego popełnił on samobójstwo. Catherine bada sprawę krwawego mordu striptizerki, którego ciało znaleziono w łóżku, wraz z niczego nie pamiętającym turystą. |       |                                |                                         |                   |                                                                       |                      |                                                       |               |
| 94 | 2     | Down the Drain                 | Wyrzucony w błoto                       | Kenneth Fink      | Naren Shankar                                                         | 7 października 2004  | 12 marca 2005                                         | 5,02          |
| Po nagłej ulewie woda wyrzuca z kanału burzowego zwłoki mężczyzny, które sprowadzają Catherine i Warricka pod ziemię, gdzie obydwoje znajdą się w groźnych i dziwnych okolicznościach. Tymczasem pracownicy wodociągów znajdują w rurach ludzkie kości. Greg czyni darowiznę ze swoich płynów fizjologicznych na rzecz nauki. Niespodziewana eksplozja wprowadza zagrożenie w szeregi zespołu CSI. |       |                                |                                         |                   |                                                                       |                      |                                                       |               |
| 95 | 3     | Harvest                        | Żniwa                                   | David Grossman    | Judith McCreary                                                       | 14 października 2004 | 19 marca 2005                                         | 5,03          |
| Rodzina Perezów zgłasza zaginięcie trzynastoletniej Alicii. Choć początkowo trop prowadzi do mieszkającego nieopodal pedofila, kryminalistycy z CSI coraz bardziej przekonują się, że za rzekomym porwaniem dziewczynki stoi ktoś spośród jej najbliższych. Z czasem na światło dzienne wychodzi mroczny sekret Perezów: mała Alicia przyszła na świat po to, by dostarczać szpiku kostnego i zdrowych organów nieuleczalnie choremu bratu Danielowi. Finałowa scena rozgrywa się w kościele, gdzie Gilowi Grissomowi na nowo przychodzi się odnieść do delikatnych kwestii wiary katolickiej. |       |                                |                                         |                   |                                                                       |                      |                                                       |               |
| 96 | 4     | Crow’s Feet                    | Kurze łapki                             | Richard J. Lewis  | Josh Berman                                                           | 21 października 2004 | 26 marca 2005                                         | 5,04          |
| Catherine i Nich badają sprawę śmierci kobiety, która poszukiwała Fontanny Młodości. Greg i Sara próbują rozwiązać tajemnicę „zamkniętego pokoju” – otrucia mężczyzny podczas napadu na jego dom. |       |                                |                                         |                   |                                                                       |                      |                                                       |               |
| 97 | 5     | Swap Meet                      | Zamiana                                 | Danny Cannon      | Carol Mendelsohn, David Rambo, Naren Shankar                          | 28 października 2004 | 2 kwietnia 2005                                       | 5,05          |
| Sara i Greg prowadzą śledztwo w sprawie morderstwa muzyka, którego martwe ciało zostało odnalezione w fontannie. Nich i Warrick próbują rozwiązać zagadkę morderstwa zasztyletowanego właściciela sklepu. Greg i Hodes rywalizują o względy Mii. Gościnnie występuje Aisha Tyler, jako Mia Dickerson, nowa laborantka. |       |                                |                                         |                   |                                                                       |                      |                                                       |               |
| 98 | 6     | What’s Eating Gilbert Grissom? | Co gryzie Gilberta Grissoma?            | Kenneth Fink      | Sarah Goldfinger                                                      | 4 listopada 2004     | 9 kwietnia 2005                                       | 5,06          |
| Ludzki ząb odnaleziony na terenie miasteczka uniwersyteckiego naprowadza zespół CSI na trop seryjnego sadystycznego mordercy. Czy uda się go powstrzymać zanim zginie kolejna osoba? |       |                                |                                         |                   |                                                                       |                      |                                                       |               |
| 99 | 7     | Formalities                    | Sprawy formalne                         | Bill Eagles       | Dustin Lee Abraham, Naren Shankar                                     | 11 listopada 2004    | 16 kwietnia 2005                                      | 5,07          |
| W pokoju hotelowym zostaje znalezione ciało młodej kobiety. Okazuje się, że zmarła na skutek uduszenia dziewczyna przed śmiercią uczestniczyła w imprezie, z której porwano również jej koleżankę. Ojciec porwanej nie wydaje się przejęty faktem jej zaginięcia. Twierdzi, że córka prawdopodobnie zniknęła po to, aby zwrócić na siebie uwagę. |       |                                |                                         |                   |                                                                       |                      |                                                       |               |
| 100 | 8     | Ch-Ch-Changes                  | Zzz... zmiany                           | Richard J. Lewis  | Jerry Stahl                                                           | 18 listopada 2004    | 23 kwietnia 2005                                      | 5,08          |
| Grupa dochodzeniowa próbuje zidentyfikować zabójcę kobiety, która została zabita przy pomocy noża. Okazuje się, że kobieta przeszła wcześniej operację zmiany płci i mordercy należy szukać wśród społeczności transseksualistów z Las Vegas. |       |                                |                                         |                   |                                                                       |                      |                                                       |               |
| 101 | 9     | Mea Culpa                      | Mea Culpa                               | David Grossman    | Josh Berman, Carol Mendelsohn                                         | 25 listopada 2004    | 30 kwietnia 2005                                      | 5,09          |
| Grissom znajduje odcisk palca, który może stanowić nowy dowód w sprawie o morderstwo. Catherine, Warrick i Nick mają za zadanie jeszcze raz zrewidować wszystkie dowody, które mogą doprowadzić do uniewinnienia niesłusznie oskarżonego człowieka. |       |                                |                                         |                   |                                                                       |                      |                                                       |               |
| 102 | 10    | No Humans Involved             | Bez ingerencji człowieka                | Rob Bailey        | Judith McCreary                                                       | 9 grudnia 2004       | 7 maja 2005                                           | 5,10          |
| Grissom i jego ekipa prowadzą dochodzenie w sprawie śmierci pięcioletniego chłopca, który został zagłodzony na śmierć. Okazuje się, że chłopiec ma brata, któremu również grozi niebezpieczeństwo. |       |                                |                                         |                   |                                                                       |                      |                                                       |               |
| 103 | 11    | Who Shot Sherlock              | Kto zabił Sherlocka?                    | Kenneth Fink      | Richard Catalani, David Rambo                                         | 6 stycznia 2005      | 14 maja 2005                                          | 5,11          |
| Detektywi starają się rozwikłać zagadkę śmierci wielbiciela Sherlocka Holmesa. Początkowe ustalenia wskazują na samobójstwo, jednak Grissom wpada na trop, z którego wynika że jednak mają do czynienia z morderstwem. W tym samym czasie Nick i Warrick starają się ustalić okoliczności wypadku samochodowego, który miał miejsce na pustyni. |       |                                |                                         |                   |                                                                       |                      |                                                       |               |
| 104 | 12    | Snakes                         | Węże                                    | Richard J. Lewis  | Dustin Lee Abraham                                                    | 13 stycznia 2005     | 21 maja 2005                                          | 5,12          |
| Grzechotnik znaleziony w gardle martwej kobiety wskazuje na to, że detektywi mają do czynienia z ofiarą szczególnie niebezpiecznych przestępców z meksykańskiego świata narcocorrido. Sofia i Greg pracują nad sprawą zamordowanego mężczyzny i wszystko wskazuje na to, że mógł on zostać zabity przez osobę poruszającą się na wózku inwalidzkim. |       |                                |                                         |                   |                                                                       |                      |                                                       |               |
| 105 | 13    | Nesting Dolls                  | Handel narzeczonymi                     | Bill Eagles       | Sarah Goldfinger                                                      | 3 lutego 2005        | 28 maja 2005                                          | 5,13          |
| Ciała dwóch kobiet zostają znalezione na terenie budowy. Prowadząc dochodzenie detektywi trafiają do środowiska Rosjanek, które przyjeżdżają do Stanów Zjednoczonych w celu poślubienia mężczyzn. Głównym celem ich małżeństwa z osobami, których nie znają jest uzyskanie amerykańskiego obywatelstwa. |       |                                |                                         |                   |                                                                       |                      |                                                       |               |
| 106 | 14    | Unbearable                     | Nie do wytrzymania                      | Kenneth Fink      | Josh Berman, Carol Mendelsohn                                         | 10 lutego 2005       | 4 czerwca 2005                                        | 5,14          |
| Młoda żona i matka zostaje odnaleziona martwa po nocy, którą spędziła wychodząc na miasto z koleżankami. Dowody wskazują na to, że jej pozornie idealny małżonek może być zamieszany w to morderstwo. |       |                                |                                         |                   |                                                                       |                      |                                                       |               |
| 107 | 15    | King Baby                      | Boss kasyna                             | Richard J. Lewis  | Jerry Stahl                                                           | 17 lutego 2005       | 11 czerwca 2005                                       | 5,15          |
| Nagie ciało znanego właściciela kasyna zostaje znalezione u niego na podjeździe. Agenci zwierają szyki, aby przy pomocy ścisłej współpracy ustalić okoliczności jego śmierci. Znalezione dowody prowadzą ich do dziwnego świata osób uprawiających infantylizm. Mężczyźni, którzy oddają się temu zboczeniu noszą pieluszki i pragną, by opiekowano się nimi jak małymi dziećmi. |       |                                |                                         |                   |                                                                       |                      |                                                       |               |
| 108 | 16    | Big Middle                     | Zjazd grubasów                          | Kenneth Fink      | Dustin Lee Abraham, Judith McCreary, Naren Shankar                    | 24 lutego 2005       | 18 czerwca 2005                                       | 5,16          |
| Na zjeździe dla grubych kobiet szukających miłosnych przygód ginie mężczyzna, wszystko wskazuje na to że morderczynią jest jedna z uczestniczek imprezy. Ekipa Grissoma przeszukuje pokój, w którym znaleziono zwłoki w poszukiwaniu wskazówek, która z kobiet jest winna. |       |                                |                                         |                   |                                                                       |                      |                                                       |               |
| 109 | 17    | Compulsion                     | Przymus                                 | Duane Clark       | Josh Berman, Richard Catalani                                         | 10 marca 2005        | 25 czerwca 2005                                       | 5,17          |
| 1. W hotelu znalezione zostają zwłoki młodej stewardesy, pokój został oczyszczony ze wszystkich rzeczy osobistych ofiary. Grissom zauważa jednak podejrzanie mało krwi w pokoju i zaczyna się zastanawiać jak doszło do zbrodni. 2. W domu na przedmieściach znaleziono pobitego na śmierć chłopca. Kathy i Nick wszelkich wskazówek, które doprowadzić mogą do mordercy. |       |                                |                                         |                   |                                                                       |                      |                                                       |               |
| 110 | 18    | Spark of Life                  | Przebłysk życia                         | Kenneth Fink      | Allen McDonald                                                        | 31 marca 2005        | 2 lipca 2005                                          | 5,18          |
| Sprawa cudem odratowanej z pożaru Tary Matthews i brutalnego potrójnego morderstwa rodziny Stewartów łączą w jedno skomplikowane śledztwo, które ujawnia dramat starającej się o dziecko kobiety i wściekle zazdrosnego męża. |       |                                |                                         |                   |                                                                       |                      |                                                       |               |
| 111 | 19    | 4x4                            | 4x4                                     | Terrence O’Hara   | Dustin Lee Abraham, Sarah Goldfinger, David Rambo, Naren Shankar      | 14 kwietnia 2005     | 9 lipca 2005                                          | 5,19          |
| Ekipa CSI pracuje jednocześnie nad czterema sprawami ukazywanymi przy użyciu poczwórnej retrospekcji: 1. Grissom bada okoliczności wypadku drogowego, dla którego ważnym punktem odniesienia okaże się budka ulicznego sprzedawcy tacos 2. Catherine i Warrick rozwiązują zagadkę śmierci hostessy biorącej udział w pokazie samochodowym 3. Sara i Greg zajmują się tajemniczą śmiercią kulturysty zainfekowanego dziwną chorobą grzybiczą 4. Nick bada sprawę zwłok kilkuletniego chłopca znalezionego na przystanku autobusowym wykazujących ślady dotkliwego poparzenia. Śledztwo prowadzi go do samoobsługowej pralni |       |                                |                                         |                   |                                                                       |                      |                                                       |               |
| 112 | 20    | Hallywood Brass                | Brass w Hollywood                       | Bill Eagles       | Sarah Goldfinger, Carol Mendelsohn                                    | 21 kwietnia 2005     | 16 lipca 2005                                         | 5,20          |
| Kapitan Brass udaje się do Los Angeles, gdy jego córka Ellie, z którą nie był ostatnio w bliskich stosunkach, dzwoni do niego z prośbą o pomoc w odszukaniu zaginionej przyjaciółki. W wyprawie towarzyszy mu kapitan Annie Kramer. Po dotarciu na miejsce okazuje się, że zaginiona przyjaciółka została zamordowana. Brass zwraca się do Warricka o pomoc w ustaleniu zabójcy. |       |                                |                                         |                   |                                                                       |                      |                                                       |               |
| 113 | 21    | Committed                      | Wierny i oddany                         | Richard J. Lewis  | Sarah Goldfinger Richard J. Lewis Uttam Narsu                         | 28 kwietnia 2005     | 23 lipca 2005                                         | 5,21          |
| Morderstwo pensjonariusza zakładu dla psychicznie chorych prowadzi Grissoma i Sarę do odkrycia przerażającej prawdy o kazirodczym związku jednej z pielęgniarek i jej przebywającego w zakładzie syna, Adama Trenta. W trakcie śledztwa ledwie udaje się ujść z życiem Sarze. Ekipa Catherine bada w tym czasie sprawę zwłok porzuconych w samym środku zbożowego kręgu. |       |                                |                                         |                   |                                                                       |                      |                                                       |               |
| 114 | 22    | Weeping Willows                | Płaczące wierzby                        | Kenneth Fink      | Areanne Lloyd                                                         | 5 maja 2005          | 30 lipca 2005                                         | 5,22          |
| Po ciężkim dniu pracy, Catherine udaje się do baru, gdzie poznaje atrakcyjnego mężczyznę – Adama Novacka. Kiedy w tym samym barze zostają znalezione zwłoki kobiety, dowody wskazują na to, że sprawcą mógł być Novack. Grissom jest zaskoczony, gdy okazuje się, że Catherine znała podejrzanego. |       |                                |                                         |                   |                                                                       |                      |                                                       |               |
| 115 | 23    | Iced                           | Zamarznięty                             | Richard J. Lewis  | Josh Berman                                                           | 12 maja 2005         | 6 sierpnia 2005                                       | 5,23          |
| Sara i Greg prowadzą śledztwo w sprawie śmierci pary studentów, których ciała znaleziono nagie i którzy prawdopodobnie niedługo przed śmiercią odbyli stosunek seksualny. Policjanci muszą ustalić, czy ich śmierć była skutkiem wypadku, czy też zostali oni zamordowani. Podejrzenia padają na jednego ze studentów. Możliwa jest również wersja, że zatruli się oni tlenkiem węgla. |       |                                |                                         |                   |                                                                       |                      |                                                       |               |
| 116 117 | 24 25 | Grave Danger, Part 1-2         | Śmiertelne niebezpieczeństwo, część 1-2 | Quentin Tarantino | Carol Mendelsohn, Naren Shankar, Quentin Tarantino, Anthony E. Zuiker | 19 maja 2005         | 13 sierpnia 2005 (część 1) 20 sierpnia 2005 (część 2) | 5,24 5,25     |
| Ekipa zostaje wezwana do zbadania niezidentyfikowanych wnętrzności leżących na ulicy. Na miejsce jedzie Nick, który wylosował tę sprawę rzucając monetą z Warrickiem. Idąc tropem znalezionych śladów Nick oddala się od samochodu, zostaje obezwładniony i porwany. Do laboratorium przychodzi przesyłka z kartą, która umożliwia obejrzenie przez internet miejsca, gdzie ukryto Nicka. Leży on zakopany w plastikowym pudle wielkości trumny. Nie wie, że jest obserwowany. W momencie, w którym kryminaliści naciskają guzik umożliwiający wyświetlenie się obrazu, w pudle Nicka zapala się silne światło, ale w zamian zatrzymuje się wentylator dostarczający świeże powietrze. Ekipa nie wie o tym, i aby Nick nie leżał w ciemności, Warrick czuwa i co jakiś czas naciska guzik. |       |                                |                                         |                   |                                                                       |                      |                                                       |               |

## Sezon 6 (2005−2006)
| Nr | #  | Tytuł                             | Polski tytuł           | Reżyseria        | Scenariusz                                          | Premiera CBS         | Premiera w Polsce AXN | Kod produkcji |
| --- | -- | --------------------------------- | ---------------------- | ---------------- | --------------------------------------------------- | -------------------- | --------------------- | ------------- |
| 118 | 1  | Boldies in Motion                 | Ciała w ruchu          | Richard J. Lewis | Carol Mendelsohn, Naren Shankar                     | 22 września 2005     | 2 marca 2006          | 6,01          |
| W przyczepie mieszkalnej, która spłonęła na parkingu, znaleziono zwłoki młodej kobiety i mężczyzny. Policja podejrzewa zemstę zdradzonej żony. Na ulicy w dzielnicy prostytutek znaleziono zwłoki kobiety. Wiele wskazuje na to, że nie była prostytutką. W bagażniku stojącego na uboczu samochodu odkryto zwłoki dwojga młodych ludzi. Wygląda na to, że zbrodnia ma związek z handlem narkotykami.            |    |                                   |                        |                  |                                                     |                      |                       |               |
| 119 | 2  | Room Service                      | Usługi hotelowe        | Kenneth Fink     | Dustin Lee Abraham, Henry Alonso Myers              | 29 września 2005     | 9 marca 2006          | 6,02          |
| Na ulicy zostają znalezione zwłoki zastrzelonego Azjaty. Kilkadziesiąt metrów dalej, w taksówce, zastrzelono kierowcę. W hotelowym apartamencie ginie znany aktor. Został uduszony. W łazience śpi odurzona narkotykami dziewczyna. Podejrzenie pada na żonę gwiazdora, będącą jego menadżerem. |    |                                   |                        |                  |                                                     |                      |                       |               |
| 120 | 3  | Bite Me                           | Tragiczny upadek       | Jeffrey Hunt     | Josh Berman, Carol Mendelsohn                       | 6 października 2005  | 16 marca 2006         | 6,03          |
| Na schodach domu umiera młoda kobieta. Wszystko wskazuje na nieszczęśliwy wypadek. W tym czasie w domu był tylko jej mąż. To on staje się głównym podejrzanym, zwłaszcza że para nie żyła w zgodzie, a poprzednia żona mężczyzny umarła w podobnych okolicznościach. Sprawa wydaje się prosta, prokuratura nalega na szybkie zakończenie śledztwa. Gil Grissom jednak zwleka. Wyniki dochodzenia są zaskakujące. |    |                                   |                        |                  |                                                     |                      |                       |               |
| 121 | 4  | Shooting Stars                    | Spadające gwiazdy      | Danny Cannon     | Danny Cannon                                        | 13 października 2005 | 23 marca 2006         | 6,04          |
| Na pustyni zostają znalezione zwłoki kilkunastu młodych ludzi. To członkowie sekty, którzy wierzyli, że popełniając samobójstwo, zostaną przeniesieni na inną planetę, na której nie ma przemocy, wojen i głodu. |    |                                   |                        |                  |                                                     |                      |                       |               |
| 122 | 5  | Gum Drops                         | Żelki                  | Richard J. Lewis | Sarah Goldfinger                                    | 20 października 2005 | 30 marca 2006         | 6,05          |
| Ojciec dwojga dzieci uprawia w piwnicy marihuanę. Jest ostrożny, towar sprzedaje wyłącznie zaufanym osobom, a nadwyżki eksportuje poza granice stanu. Jego nastoletni syn chwali się jednak kolegom w szkole, że rodzice wyjeżdżają, a w domu są kilogramy narkotyku. Goście przychodzą za wcześnie. Jeden z nich ma rewolwer. Pada pierwszy strzał. Zdesperowani uczniowie mordują czteroosobową rodzinę.       |    |                                   |                        |                  |                                                     |                      |                       |               |
| 123 | 6  | Secrets & Flies                   | Sekrety i muchy        | Terrence O’Hara  | Josh Berman                                         | 3 listopada 2005     | 6 kwietnia 2006       | 6,06          |
| 28-letnia Christina Adalian zostaje znaleziona martwa przez swoją siostrę. Dziecko Christiny było w kojcu tuż obok jej zwłok. Christina została zabita strzałem w skroń. Była samotną matką. Ecklie wzywa Grissoma do laboratorium. Chce, żeby Gil zweryfikował zeznania entomologa Marka Thayera. |    |                                   |                        |                  |                                                     |                      |                       |               |
| 124 | 7  | A Bullet Runs Throught It; Part 1 | Strzelanina – część 1  | Danny Cannon     | Richard Catalani, Carol Mendelsohn                  | 10 listopada 2005    | 13 kwietnia 2006      | 6,07          |
| Policja, w tym Sofia i Brass ścigają czterech podejrzanych, którzy przez cały pościg się ostrzeliwują z AK-47. Auto z przestępcami dachuje, wywiązuje się strzelanina. Trzech podejrzanych zostaje zabitych, a czwarty ucieka. Ginie także jeden z policjantów. Ekipa musi wyjaśnić kto oddał fatalny strzał. |    |                                   |                        |                  |                                                     |                      |                       |               |
| 125 | 8  | A Bullet Runs Throught It; Part 2 | Strzelanina – część 2  | Kenneth Fink     | Richard Catalani, Carol Mendelsohn                  | 17 listopada 2005    | 20 kwietnia 2006      | 6,08          |
| Policja zatrzymuje faceta od Buicka, oraz jego wspólniczkę, która przewoziła narkotyki. Żadne z nich nie zamierza zeznawać, bo boją się tych, dla których pracowali. Śledztwo w sprawie śmierci policjanta wykazuje, że zginął od kuli kolegów. Eksperyment śledczych dowiódł, że to Brass postrzelił Belle’a.                                                                                                   |    |                                   |                        |                  |                                                     |                      |                       |               |
| 126 | 9  | Dog Eat Dog                       | Bezpardonowa walka     | Duane Clark      | Allen MacDonald, Dustin Lee Abraham                 | 24 listopada 2005    | 27 kwietnia 2006      | 6,09          |
| W śmietniku koło restauracji zostaje znalezione ciało mężczyzny. Sprawą zajmują się Brass, Gil i Cath. Mężczyzna cierpiał na syndrom Prader-Willi, zaburzenie powodujące bezustanny, niepohamowany głód. Sara i Nick zajmują się podwójnym morderstwem na przedmieściu. Podejrzanym w sprawie jest pies. |    |                                   |                        |                  |                                                     |                      |                       |               |
| 127 | 10 | Still Life                        | Wciąż żyje!            | Richard J. Lewis | David Rambo                                         | 8 grudnia 2005       | 4 maja 2006           | 6,10          |
| Ekipa bada zniknięcie małego chłopca. Ostatni raz widziano go na huśtawce w parku gdzie był z matką. Policja aresztuje parę, która była w sklepie z chłopcem podobnym do zaginionego. Problem w tym że twierdzą iż są jego rodzicami. Badanie DNA ma potwierdzić kto mówi prawdę. Wynik przynosi niespodziewany zwrot, zachodzi podejrzenie morderstwa.                                                          |    |                                   |                        |                  |                                                     |                      |                       |               |
| 128 | 11 | Werewolvers                       | Wilkołaki              | Kenneth Fink     | Josh Berman                                         | 5 stycznia 2006      | 11 maja 2006          | 6,11          |
| Śledczy zajmują się sprawą morderstwa mężczyzny, który cierpiał na nadmierny wzrost włosów. Pewne elementy w śledztwie sugerują powiązania z wiarą w wilkołaki. Okazuje się, że ofiara miała siostrę, którą cierpiała na tę samą chorobę. Ze względu na swój chowała się przed światem. Okazuje się również, że ukrywała istotne dla śledztwa fakty.                                                             |    |                                   |                        |                  |                                                     |                      |                       |               |
| 129 | 12 | Daddy’s Little Girl               | Córeczka tatusia       | Terrence O’Hara  | Henry Alonso Myers, Sarah Goldfinger, Naren Shankar | 19 stycznia 2006     | 18 maja 2006          | 6,12          |
| Grissom, Warrick i Sara badają śmierć motocyklisty, którego ciało znaleziono w jego garażu. Wygląda na to, że wykrwawił się od rany kłutej w udo. W podziemnym garażu Sylvia Mullins została przygnieciona do ściany swoim samochodem. Śledztwo prowadzą Catherine i Nick. Okazuje się, że sprawa wiąże się z porwaniem Nicka.                                                                                   |    |                                   |                        |                  |                                                     |                      |                       |               |
| 130 | 13 | Kiss, Kiss, Bye Bye               | Do widzenia!           | Danny Cannon     | David Rambo                                         | 26 stycznia 2006     | 25 maja 2006          | 6,13          |
| W trakcie przyjęcia w domu Lois O’Neill, słynnej byłej tancerki, znaleziono ciało młodego mężczyzny. Sprawa staje się osobistą dla Cath, gdy jednym z podejrzanych może być jej ojciec Sam Braun. |    |                                   |                        |                  |                                                     |                      |                       |               |
| 131 | 14 | Killer                            | Zabójca                | Kenneth Fink     | Dustin Lee Abraham, Naren Shankar, Erik Saltzgaber  | 2 lutego 2006        | 1 czerwca 2006        | 6,14          |
| Ekipa Grissoma prowadzi śledztwo w sprawie młodej dziewczyny. Brała ona udział w wypadku samochodowym i została zamordowana przez mężczyznę z drugiego samochodu biorącego udział w zderzeniu. |    |                                   |                        |                  |                                                     |                      |                       |               |
| 132 | 15 | Pirates of the Third Reich        | Piraci Trzeciej Rzeszy | Richard J. Lewis | Jerry Stahl                                         | 9 lutego 2006        | 8 czerwca 2006        | 6,15          |
| Na pustyni zostają znalezione zwłoki kobiety. Jest wychudzona, głowę ma ogoloną i nie ma prawej ręki. Na ramieniu ma wypaloną liczbę 19. Okazuje się, że ofiara była córką Lady Heather – przyjaciółki Gila. |    |                                   |                        |                  |                                                     |                      |                       |               |
| 133 | 16 | Up in Smoke                       | Z dymem                | Duane Clark      | Josh Berman                                         | 2 marca 2006         | 15 czerwca 2006       | 6,16          |
| Śledztwo w sprawie zwłok znalezionych w przewodzie kominowym prowadzi ekipę CSI do ponownego otwarcia starej sprawy dotyczącej zaginięcia Caroline Fitzgibbons. |    |                                   |                        |                  |                                                     |                      |                       |               |
| 134 | 17 | I Like to Watch                   | Reality show           | Kenneth Fink     | Richard Catalani, Henry Alonso Myers                | 9 marca 2006         | 22 czerwca 2006       | 6,17          |
| Śledczy prowadzą sprawę gwałciciela, który wdarł się do mieszkania kobiety udając strażaka. W trakcie pracy towarzyszy im ekipa telewizyjna z programu „Ciężkie zbrodnie”. |    |                                   |                        |                  |                                                     |                      |                       |               |
| 135 | 18 | The Unusual Suspect               | Niezwykły podejrzany   | Alec Smight      | Allen MacDonald                                     | 30 marca 2006        | 29 czerwca 2006       | 6,18          |
| W trakcie procesu studenta, podejrzanego o zamordowanie licealistki, jego 12-letnia siostra przyznaje się do zbrodni. Sędzia daje śledczym 72 godziny na ponowne zbadanie sprawy. |    |                                   |                        |                  |                                                     |                      |                       |               |
| 136 | 19 | Spellbound                        | Śmierć medium          | Jeffrey G. Hunt  | Jacqueline Hoyt                                     | 6 kwietnia 2006      | 6 lipca 2006          | 6,19          |
| Ekipa zajmuje się wyjaśnieniem zabójstwa wróżki, która przewidziała własną śmierć podczas wróżenia dwóm dziewczynom. |    |                                   |                        |                  |                                                     |                      |                       |               |
| 137 | 20 | Poppin’ Tags                      | W rytmie rapu          | Bryan Spicer     | Dustin Lee Abraham                                  | 13 kwietnia 2006     | 13 lipca 2006         | 6,20          |
| Śledczy wkraczają w świat muzyki rap, kiedy badają sprawę morderstwa trzech członków ulicznej drużyny raperów. |    |                                   |                        |                  |                                                     |                      |                       |               |
| 138 | 21 | Rashomama                         | Znikające dowody       | Kenneth Fink     | Sarah Goldfinger                                    | 27 kwietnia 2006     | 20 lipca 2006         | 6,21          |
| Prawniczka została zamordowana podczas ślubu swojego syna. Niestety samochód Nicka ze wszystkimi dowodami został skradziony. |    |                                   |                        |                  |                                                     |                      |                       |               |
| 139 | 22 | Time if Your Death                | Czas śmierci           | Dean White       | Richard Catalani, David Rambo                       | 4 maja 2006          | 27 lipca 2006         | 6,22          |
| Zamożny mężczyzna, który spędził noc z dopiero co poznaną kobietą zostaje znaleziony martwy przy rampie załadunkowej pasażu handlowego hotelu „Palermo”. Śledztwo ujawnia, że był asystentem znanego producenta filmowego i że przed śmiercią mężczyzna wygrał 10 tys. w grze w bilard. |    |                                   |                        |                  |                                                     |                      |                       |               |
| 140 | 23 | Bang Bang                         | Zakładnik z ulicy      | Terrence O’Hara  | Naren Shankar, Anthony E. Zuiker                    | 11 maja 2006         | 3 sierpnia 2006       | 6,23          |
| Dwóch mężczyzn szarpie się w kasynie. Kiedy interweniuje ochroniarz, jeden z nich wyjmuje broń i strzela do niego. Potem mężczyzna biegnie do windy, bierze zakładniczkę i ukrywa się z nią na trzecim piętrze. Pojawia się SWAT. Brass zamierza rozmawiać z mężczyzną, bo negocjator jest godzinę drogi od kasyna.                                                                                              |    |                                   |                        |                  |                                                     |                      |                       |               |
| 141 | 24 | Way to Go                         | Podwójna zagadka       | Kenneth Fink     | Jerry Stahl                                         | 18 maja 2006         | 10 sierpnia 2006      | 6,24          |
| Ciężko ranny w poprzednim odcinku Brass walczy o życie. Jeden ze śledczych, który ma pełnomocnictwo Brassa jeśli chodzi o sprawy medyczne, musi dokonać trudnego wyboru. W międzyczasie ekipa prowadzi śledztwo w mężczyzny, którego zwłoki bez głowy, znaleziono na torach kolejowych. |    |                                   |                        |                  |                                                     |                      |                       |               |

## Sezon 7 (2006–2007)
W Polsce premierowe odcinki 7 sezonu były emitowane od 3 lutego 2007 roku na AXN.
| Nr | #  | Tytuł                                | Polski tytuł                  | Reżyseria          | Scenariusz                                                          | Premiera CBS         | Premiera w Polsce AXN | Kod produkcji |
| --- | -- | ------------------------------------ | ----------------------------- | ------------------ | ------------------------------------------------------------------- | -------------------- | --------------------- | ------------- |
| 142 | 1  | Built to Kill; Part 1                | Stworzony, by zbijać: Część 1 | Kenneth Fink       | Sarah Goldfinger, David Rambo, Naren Shankar                        | 21 września 2006     | 8 marca 2007          | 7,01          |
| Na przyjęciu u Sama Brauna ginie młody inwestor, wszystko wskazuje na samobójstwo. W czasie przedstawienia znalezione zostają zwłoki młodej dziewczyny. Po pracy Catherine idzie z Nickiem do baru. Zostaje czymś odurzona, budzi się następnego dnia w jakimś motelu, naga. W tym czasie Gill i Sara zostają wezwani do domu w którym od ciosu w głowę ginie gwiazdor rocka. Obok zwłok policja znajduje model miejsca zbrodni.                        |    |                                      |                               |                    |                                                                     |                      |                       |               |
| 143 | 2  | Built to Kill; Part 2                | Stworzony, by zbijać: Część 2 | Kenneth Fink       | Sarah Goldfinger, David Rambo, Naren Shankar                        | 28 września 2006     | 15 marca 2007         | 7,02          |
| Catherine przeprowadza śledztwo w sprawie gwałtu. Ktoś uderza samochodem w auto Catherine i porywa jej nastoletnią córkę. Trop prowadzi do wspólnika samobójcy. Mężczyźni stracili 20 mln na prowadzeniu interesów z Samem Braunem, ojcem Catherine. Dziewczynkę udaje się uwolnić, ale Sam Braun zostaje zastrzelony przez zdesperowanego bankruta. Ekipie Grissoma nie udaje się wyjaśnić zagadkowej śmierci rockmena.                                |    |                                      |                               |                    |                                                                     |                      |                       |               |
| 144 | 3  | Toe Tags                             | Denaci                        | Jeffrey Hunt       | Allen MacDonald, Carol Mendelsohn, Richard Catalani, Douglas Petrie | 5 października 2006  | 22 marca 2007         | 7,03          |
| Opowieść z punktu widzenia ofiar które spotykają się w sali posekcyjnej i opowiadają co im się przydarzyło. Bogaty azjatycki hazardzista morduje pracownicę ochrony, ponieważ jest przekonany, że kobieta przynosi mu pecha. Podczas górskiej wycieczki mąż zrzuca żonę ze skały. Odurzony narkotykami mężczyzna zabija klienta stacji benzynowej, a następnie ginie w spowodowanym wypadku drogowym. Giną dwaj mężczyźni manipulujący piłą łańcuchową. |    |                                      |                               |                    |                                                                     |                      |                       |               |
| 145 | 4  | Fannysmackin'                        | Sezon na turystów             | Richard J. Lewis   | Dustin Lee Abraham                                                  | 12 października 2006 | 29 marca 2007         | 7,04          |
| W Las Vegas szaleje grupa nastolatków. Zakapturzeni, w maskach, brutalnie biją i okradają przyjeżdżających do miasta turystów. Robią to, jak sami twierdzą, dla zabawy. Sprawa staje się bardzo poważna, gdy jedna z ich ofiar umiera. Pobity zostaje także Greg Sanders, gdy próbuje pomóc jednemu z bitych mężczyzn. |    |                                      |                               |                    |                                                                     |                      |                       |               |
| 146 | 5  | Double Cross                         | Pokrzyżowane szyki            | Michael Slovis     | Marlane Meyer                                                       | 19 października 2006 | 5 kwietnia 2007       | 7,05          |
| Grissom wraz z ekipą prowadzi śledztwo w sprawie śmierci młodej kobiety. Ofiara została znaleziona w kościele, przybita do krzyża. |    |                                      |                               |                    |                                                                     |                      |                       |               |
| 147 | 6  | Burn Out                             | Spalony                       | Alec Smight        | Jacqueline Hoyt                                                     | 2 listopada 2006     | 12 kwietnia 2007      | 7,06          |
| Zgłoszono zaginięcie dwóch chłopców. Głównym podejrzanym staje się znany w okolicy pedofil. Ekipa Grissoma ustala że sprawa jest bardziej skomplikowana niż by się wydawało. |    |                                      |                               |                    |                                                                     |                      |                       |               |
| 148 | 7  | Post Mortem                          | Pokrzyżowane szyki            | Richard J. Lewis   | Dustin Lee Abraham, David Rambo, Naren Shankar                      | 9 listopada 2006     | 19 kwietnia 2007      | 7,07          |
| Greg Sanders staje przed komisją koronera, mającą wyjaśnić, czy ponosi on odpowiedzialność za śmierć chłopaka, którego potrącił, ratując życie innemu mężczyźnie. Dochodzi do kolejnego morderstwa, w które może być zamieszany szaleniec – wykonawca makiet. Została zamordowana emerytowana kelnerka. Obok zwłok znaleziono wierny model miejsca zbrodni.                                                                                             |    |                                      |                               |                    |                                                                     |                      |                       |               |
| 149 | 8  | Happenstance                         | Przypadek                     | Jean de Segonzac   | Sarah Goldfinger                                                    | 16 listopada 2006    | 26 kwietnia 2007      | 7,08          |
| W oddalonych od siebie dzielnicach Las Vegas, prawie jednocześnie odkryto zwłoki dwóch młodych kobiet. Były bliźniaczkami. Jedna zginęła od kul, druga jak się początkowo wydaje popełniła samobójstwo. Żmudne śledztwo daje zaskakujące rezultaty. Obie zostały zamordowane. |    |                                      |                               |                    |                                                                     |                      |                       |               |
| 150 | 9  | Living Legend                        | Żywa legenda                  | Martha Coolidge    | Douglas Petrie                                                      | 23 listopada 2006    | 3 maja 2007           | 7,09          |
| Za sprawą przypadkowego odkrycia zatopionego samochodu policja znów zaczyna badać sprawę zaginięcia słynnego w latach 70. Mickeya Dumna. |    |                                      |                               |                    |                                                                     |                      |                       |               |
| 151 | 10 | Loco Motives                         | Szał ciał                     | Kenneth Fink       | Evan Dunsky, Anthony E. Zuiker                                      | 7 grudnia 2006       | 10 maja 2007          | 7,10          |
| Kolejne morderstwo z miniaturą wprowadza nowe tropy do śledztwa. Co więcej wydaje się ono już rozwiązane. Inną sprawą jest zabójstwo starszej pani w które zamieszany jest pewien pechowiec. |    |                                      |                               |                    |                                                                     |                      |                       |               |
| 152 | 11 | Leaving Las Vegas                    | Zostawić Las Vegas            | Richard J. Lewis   | Allen MacDonald, Carol Mendelsohn                                   | 4 stycznia 2007      | 17 maja 2007          | 7,11          |
| Catherine i Nick badają sprawę zabójstwa 2 kobiet sprzed lat związaną z uniewinnionym właśnie mężczyzną. Grissom decyduje się wziąć urlop naukowy i na jakiś czas opuścić Vegas. |    |                                      |                               |                    |                                                                     |                      |                       |               |
| 153 | 12 | Sweet Jane                           | Niezidentyfikowane ofiary     | Kenneth Fink       | Kenneth Fink, Naren Shankar                                         | 18 stycznia 2007     | 24 maja 2007          | 7,12          |
| Znaleziona zostaje martwa, młoda, naga kobieta. Do ekipy śledczych dołącza zagadkowy Keppler. Okazuje się, że ta zbrodnia łączy się z kilkoma innymi zabójstwami sprzed lat. |    |                                      |                               |                    |                                                                     |                      |                       |               |
| 154 | 13 | Redrum                               | Lśnienie                      | Martha Coolidge    | Richard Catalani, David Rambo, Jacqueline Hoyt, Carol Mendelsohn    | 25 stycznia 2007     | 31 maja 2007          | 7,13          |
| Policja nie może wyjaśnić okoliczności śmierci Danilo Zamesco, dobroczyńcy Las Vegas. Catherine i Keppler, w tajemnicy przed innymi śledczymi, decydują się rozpocząć kontrowersyjną operację „wsteczne (odwrotne) dochodzenie”. Niestety okazuje się, że zbrodnia nad którą pracuje Sara łączy się z zabójstwem Zamesci. |    |                                      |                               |                    |                                                                     |                      |                       |               |
| 155 | 14 | Meet Market                          | Mięsny                        | Paris Barclay      | Dustin Lee Abraham                                                  | 1 lutego 2007        | 7 czerwca 2007        | 7,14          |
| W podpalonym budynku znalezione zostaje ciało. Okazuje się, że mężczyzna zmarł wcześniej. Co więcej miał wycięte kości. To naprowadza śledczych na trop oszustw w handlu ludzkimi tkankami i kośćmi. Keppler dostaje zaproszenie na msze ku pamięci niejakiej Amy; wytrąca go to z równowagi. |    |                                      |                               |                    |                                                                     |                      |                       |               |
| 156 | 15 | Law of Gravity                       | Zasada grawitacji             | Richard J. Lewis   | Richard Catalani, Carol Mendelsohn                                  | 8 lutego 2007        | 14 czerwca 2007       | 7,15          |
| Sprawa zabójstwa prostytutki i gliniarza z Trenton (miasta Kepplera). Zamieszani w to są znajomy Kepplera oraz on sam. Zaskakująca zakończenie wyjaśniające również sprawę Amy. |    |                                      |                               |                    |                                                                     |                      |                       |               |
| 157 | 16 | Monster in the Box                   | Monstrum z pudełka            | Jeffrey G. Hunt    | Naren Shankar, Douglas Petrie                                       | 15 lutego 2007       | 21 czerwca 2007       | 7,16          |
| Kolejna sprawa z miniaturowym zabójcą. Policja próbuje zastawić pułapkę. Jednak kończy się to śmiercią policjantki. |    |                                      |                               |                    |                                                                     |                      |                       |               |
| 158 | 17 | Fallen Idols                         | Upadłe gwiazdy                | Christopher Leitch | Marlene Meyer                                                       | 22 lutego 2007       | 28 czerwca 2007       | 7,17          |
| Zaginęło dwoje uczniów liceum – gwiazda koszykówki i cheerleaderka, którzy byli parą. Zamieszana jest w to nauczycielka fotografii oraz dwoje innych uczniów. Pokazany jest straszny, zazdrosny świat dzisiejszej młodzieży. |    |                                      |                               |                    |                                                                     |                      |                       |               |
| 159 | 18 | Empty Eyes                           | Puste oczy                    | Michael Slovis     | Allen MacDonald                                                     | 29 marca 2007        | 5 lipca 2007          | 7,18          |
| Sprawa zabójstwa 6 tancerek mieszkających razem. Zabójstwa były bardzo brutalne i dość nielogiczne. Śledczym udaje się znaleźć mordercę. |    |                                      |                               |                    |                                                                     |                      |                       |               |
| 160 | 19 | Big Shots                            | Strzał w dziesiątkę           | Jeff Woolnough     | Dustin Lee Abraham                                                  | 5 kwietnia 2007      | 12 lipca 2007         | 7,19          |
| Strzelano do samochodu, w którym siedział Drops i brat przejechanego przez Grega chłopaka. Miasto właśnie wypłaciło jego rodzinie 2,5 mln alby uniknąć procesu. Sprawa okazuje się ważna dla PR-u policji. Wiąże się jeszcze z innym morderstwem - młoda dziewczyna została wyrzucona z samochodu. |    |                                      |                               |                    |                                                                     |                      |                       |               |
| 161 | 20 | Lab Rats                             | Laboranci                     | Brad Tenanbaum     | Sarah Goldfinger                                                    | 12 kwietnia 2007     | 19 lipca 2007         | 7,20          |
| Hodges, Archi, Wendy i inni pracujący tylko w laboratorium specjaliści rozpracowują sprawę miniaturowego zabójcy. Mimo problemów i wątpliwości, udaje im się znaleźć wspólny element we wszystkich czterech miniaturach - wybielacz. |    |                                      |                               |                    |                                                                     |                      |                       |               |
| 162 | 21 | Ending Happy                         | Szczęśliwe zakończenie        | Kenneth Fink       | Evan Dunsky                                                         | 26 kwietnia 2007     | 26 lipca 2007         | 7,21          |
| Zabójstwo byłego boksera o pseudonimie Happy. Niesamowity splot wypadków i przyczyna zgonu zmieniająca się 5 razy. Okazuje się, że gość zginął, gdyż spadł z krzesła, a co najmniej 4 osoby chciały go zabić. |    |                                      |                               |                    |                                                                     |                      |                       |               |
| 163 | 22 | Leapin’ Lizards                      | Potężne jaszczury             | Richard J.Lewis    | David Rambo                                                         | 3 maja 2007          | 2 sierpnia 2007       | 7,22          |
| Przy aresztowaniu podejrzany popełnia samobójstwo. W jego stodole śledczy znajdują głowę poszukiwanej kobiety. Sprawa okazuje się bardzo skomplikowana, gdyż świadkowie wierzą w UFO oraz w to że policja należy do spisku gadów przeciwko ludzkości. |    |                                      |                               |                    |                                                                     |                      |                       |               |
| 164 | 23 | The Good, the Bad and the Dominatrix | Dobry, zły i domina           | Alec Smight        | Jacqueline Hoyt                                                     | 10 maja 2007         | 9 sierpnia 2007       | 7,23          |
| Napadnięta zostaje znana domina, Heather, przyjaciółka Grissoma. Była na spotkaniu z klientem, w parku rozrywki udającym miasteczko na dzikim zachodzie. Nie chce ona pomóc w śledztwie, a Gil udziela jej alibi. Mimo to Sara nie ma pretensji do Grissoma. Zamordowany zostaje ochroniarz miasteczka. |    |                                      |                               |                    |                                                                     |                      |                       |               |
| 165 | 24 | Living Doll                          | Żywa lalka                    | Kenneth Fink       | Sarah Goldfinger, Naren Shanker                                     | 17 maja 2007         | 16 sierpnia 2007      | 7,24          |
| Dowiadujemy się, że miniaturowy zabójca to kobieta. Śledczym udaje się nawet ją złapać. Jednak ta zdążyła złapać Sarę i wywieźć ją gdzieś, gdzie ta leży przygnieciona samochodem. Śledczy próbują znaleźć Sarę za pomocą miniatury miejsca zbrodni. Grissom nie może sobie poradzić z tym, że nie może pomóc Sarze. |    |                                      |                               |                    |                                                                     |                      |                       |               |

## Sezon 8 (2007–2008)
W Polsce premierowe odcinki 8 sezonu były emitowane od 3 lutego 2008 roku na AXN.
| Nr | #  | Tytuł                               | Polski tytuł                  | Reżyseria          | Scenariusz                                         | Premiera CBS         | Premiera w Polsce AXN | Kod produkcji |
| --- | -- | ----------------------------------- | ----------------------------- | ------------------ | -------------------------------------------------- | -------------------- | --------------------- | ------------- |
| 166 | 1  | Dead Doll                           | Martwa lalka                  | Kenneth Fink       | Allen MacDonald, Dustin Lee Abraham                | 27 września 2007     | 3 lutego 2008         | 8,01          |
| Cała policja Las Vegas usiłuje odnaleźć Sarę. Okazuje się, że w czasie ulewnej burzy Sarze udaje się wydostać spod samochodu. Jednak wciąż nie wiadomo gdzie może się znajdować. |    |                                     |                               |                    |                                                    |                      |                       |               |
| 167 | 2  | A La Cart                           | A’la go-kart                  | Richard J. Lewis   | Sarah Goldfinger, Richard Catalani                 | 4 października 2007  | 10 lutego 2008        | 8,02          |
| Na jednej z dróg wyjazdowych Las Vegas policjanci znajdują głowę w kasku. Niedługo później udaje się odnaleźć resztę ciała. Do morału sprawy dobre jest jedno stwierdzenie: „jeździec bez głowy”- ofiara okazuje się entuzjastą gokartów. Druga sprawa to morderstwo wydawcy znanego czasopisma dla mężczyzn, które miało miejsce w „blind restaurant” (restauracja, w której panują ciemności). |    |                                     |                               |                    |                                                    |                      |                       |               |
| 168 | 3  | Go To Hell                          | A niech cię piekło pochłonie! | Jeffrey G. Hunt    | Douglas Petrie                                     | 11 października 2007 | 17 lutego 2008        | 8,03          |
| Grissom i spółka rozpoczynają sprawę morderstwa pary znalezionej w podrzędnym motelu w Las Vegas. |    |                                     |                               |                    |                                                    |                      |                       |               |
| 169 | 4  | The Case of the Cross-Dressing Carp | Sprawa karpia transwestyty    | Alec Smight        | David Rambo, Jacqueline Hoyt                       | 18 października 2007 | 24 lutego 2008        | 8,04          |
| Zespół kryminologów pracuje nad sprawą morderstwa nastolatka, którego ciało zostało znalezione przez rybaka. Catherine i Brass pracują nad ustaleniem tożsamości kościotrupa znalezionego w ruinach zburzonego hotelu. |    |                                     |                               |                    |                                                    |                      |                       |               |
| 170 | 5  | The Chick Chop Flick Shop           | Zabójstwo jak z filmu         | Richard J. Lewis   | Evan Dunsky                                        | 1 listopada 2007     | 2 marca 2008          | 8,05          |
| Grissom i jego ludzie badają morderstwo aktorki na planie horroru. |    |                                     |                               |                    |                                                    |                      |                       |               |
| 171 | 6  | Who & What                          | Kto i jak?                    | Kenneth Fink       | Allen MacDonald, Naren Shankar                     | 8 listopada 2007     | 9 marca 2008          | 8,06          |
| Ekipa Grissoma łączy siły z Jackiem Malonem, agentem FBI z Nowego Jorku w poszukiwaniu seryjnego mordercy. Crossover z Bez śladu. |    |                                     |                               |                    |                                                    |                      |                       |               |
| 172 | 7  | Goodbye and Good Luck               | Pożegnanie                    | Kenneth Fink       | Sarah Goldfinger, Allen MacDonald, Naren Shankar   | 15 listopada 2007    | 16 marca 2008         | 8,07          |
| Sara Sidle powraca do nadal nierozwiązanej sprawy sprzed kilku lat, śmierci Keiry Dillinger. Sara popada w depresję, przeraża ją otaczająca ją przemoc, postanawia, że nadszedł czas na poważne zmiany w jej życiu. |    |                                     |                               |                    |                                                    |                      |                       |               |
| 173 | 8  | You Kill Me                         | A gdybyś tak mnie zabił?      | Paris Barclay      | Naren Shankar, Sarah Goldfinger, Douglas Petrie    | 22 listopada 2007    | 23 marca 2008         | 8,08          |
| Hodges wymyśla hipotetyczne morderstwa w laboratorium, aby dać możliwość kolegom z laboratorium „zagrania” kryminologów, lecz ukrywając prawdziwy cel zabawy. Wszyscy chcą pocieszyć Grissoma po odejściu Sary. |    |                                     |                               |                    |                                                    |                      |                       |               |
| 174 | 9  | Cockroaches                         | Karaluchy                     | William Friedkin   | Dustin Lee Abraham                                 | 6 grudnia 2007       | 30 marca 2008         | 8,09          |
| Policjant bierze udział w pościgu za śmieciarką, której zawartość wysypuje się na drogę, pośród nich także ludzkie zwłoki. Warrick ma problemy w pracy, a ktoś próbuje go wrobić w morderstwo. |    |                                     |                               |                    |                                                    |                      |                       |               |
| 175 | 10 | Lying Down with Dogs                | Zejść na psy                  | Michael Slovis     | Christopher Barbour, Michael F.X. Daley            | 13 grudnia 2007      | 6 kwietnia 2008       | 8,10          |
| Ciało członkini bogatej socjety, znanej z pracy charytatywnej, zostaje znalezione wraz ze zwłokami psów na wysypisku. |    |                                     |                               |                    |                                                    |                      |                       |               |
| 176 | 11 | Bull                                | Z byka spadłeś?               | Richard J. Lewis   | Steven Felder, David Rambo                         | 10 stycznia 2008     | 13 kwietnia 2008      | 8,11          |
| Grissom i Willows prowadzą śledztwo w sprawie śmierci gwiazdy rodeo, którego ciało znaleziono na środku wybiegu dla byków. |    |                                     |                               |                    |                                                    |                      |                       |               |
| 177 | 12 | Grissom’s Divine Comedy             | Boska komedia Grissoma        | Richard J. Lewis   | Jacqueline Hoyt, Carol Mendelsohn                  | 2 kwietnia 2008      | ?                     | 8,12          |
| Grissom i jego zespół staczają bitwę z własną grypą, gdy zostają wzywani przez prokurator Klein do zbadania śmierci kilku kluczowych świadków, którzy mieli zeznawać w procesie niebezpiecznego gangu panującego na ulicach Las Vegas. |    |                                     |                               |                    |                                                    |                      |                       |               |
| 178 | 13 | A Thousand Days on Earth            | Tysiąc dni życia              | Kenneth Fink       | Evan Dunsky                                        | 9 kwietnia 2008      | ?                     | 8,13          |
| CSI bada śmierć nieznanej małej dziewczynki pozostawionej w kartonowym pudle na parkingu przed klubem. |    |                                     |                               |                    |                                                    |                      |                       |               |
| 179 | 14 | Drops Out                           | Szybki jak strzała            | Jeffrey G. Hunt    | Allen MacDonald, Dustin Lee Abraham, Naren Shankar | 16 kwietnia 2008     | ?                     | 8,14          |
| W mieszkaniu na Vegas Valley zostaje znaleziona martwa młoda kobieta. Dzięki kropli krwi i sądzie udaje się odkryć, że w pokoju nad miejscem zbrodni również znajdują się zwłoki. Podczas próby identyfikacji ciał okazuje się, że obydwa mieszkania nie należą do kobiet. Najemcą jest Kellen Tyford, który obecnie odsiaduje wyrok w więzieniu. Początkowo ekipa CSI sądzi, że kobieta z piętra wyżej, pani Espinosa została zastrzelona przypadkowo. Dowody i zeznania podejrzanych zmieniają jednak to twierdzenie. |    |                                     |                               |                    |                                                    |                      |                       |               |
| 180 | 15 | The Theory of Everything            | Teoria wszystkiego            | Christopher Leitch | David Rambo, Douglas Petrie, Carol Mendelsohn      | 23 kwietnia 2008     | ?                     | 8,15          |
| Giną ludzie, którzy mają zieloną krew. Catherine bada sprawę małżeństwa, które zostało znalezione martwe w łóżku. Na koniec Grissom rozmawia z ekipą i wyjaśnia im „teorię strun”. |    |                                     |                               |                    |                                                    |                      |                       |               |
| 181 | 16 | Two And A Half Deaths               | Dwie i pół śmierci            | Alec Smight        | Chuck Lorre, Lee Aronsohn                          | 8 maja 2008          | ?                     | 8,16          |
| Ulubienica telewidzów, aktorka komediowa Annabelle Fundt zostaje znaleziona martwa w swoim pokoju hotelowym. Niedługo po tym na planie filmu ginie jej dublerka Natasha, która była główną podejrzaną w sprawie morderstwa Annabelle. |    |                                     |                               |                    |                                                    |                      |                       |               |
| 182 | 17 | For Gedda                           | Kłopoty z pamięcią            | Kenneth Fink       | Dustin Lee Abraham, Richard Catalani, Kenneth Fink | 15 maja 2008         | ?                     | 8,17          |
| Znaleziono ciało Geddy, głównym podejrzanym staje się Warrick. Jak zwykle zaskakujące zakończenie serii, trzymające w napięciu przed rozpoczęciem kolejnej |    |                                     |                               |                    |                                                    |                      |                       |               |

## Sezon 9 (2008–2009)
| Nr | #  | Tytuł                      | Polski tytuł                  | Reżyseria        | Scenariusz                                                      | Premiera CBS         | Premiera w Polsce AXN | Kod produkcji |
| --- | -- | -------------------------- | ----------------------------- | ---------------- | --------------------------------------------------------------- | -------------------- | --------------------- | ------------- |
| 183 | 1  | For Warrick                | Dla Warricka                  | Richard J. Lewis | Allen MacDonald, Richard J. Lewis, Carol Mendelsohn             | 9 października 2008  | 5 lutego 2009         | 9,01          |
| Grupa CSI rozpacza po śmierci Warricka, podczas gdy Sara wraca usłyszawszy tragiczne wieści. Szeryf, prawdziwy zabójca (o którym nie wiedzą śledczy) prowadzi dochodzenie w sprawie śmierci Warricka. |    |                            |                               |                  |                                                                 |                      |                       |               |
| 184 | 2  | The Happy Place            | I żyli długo i szczęśliwie... | Nathan Hope      | Sarah Goldfinger                                                | 16 października 2008 | 12 lutego 2009        | 9,02          |
| Nick i Catherine prowadzą śledztwo w sprawie śmierci kobiety i próbują odkryć dlaczego ofiara wyskoczyła z balkonu skoro miała niedługo wyjść za mąż. W tym czasie Grissom bada morderstwo kobiety znalezionej w alejce. Sprawa staje się trudniejsza, gdy odkrywa, że w czasie zabójstwa z ofiarą było jej 2-letnie dziecko. |    |                            |                               |                  |                                                                 |                      |                       |               |
| 185 | 3  | Art Imitates Life          | Sztuka życia                  | Kenneth Fink     | Evan Dunsky                                                     | 23 października 2008 | 19 lutego 2009        | 9,03          |
| Śledczy badają sprawę morderstw ofiar, które zostały upozowane. Pewien artysta zostaje jednym z podejrzanych, gdy okazuje się, że jego modelki pozowały jako zwłoki do jego obrazów. Ecklie zatrudnia nowego CSI, Riley Adams, zjawia się również psycholog, aby pomóc grupie po śmierci Warricka. |    |                            |                               |                  |                                                                 |                      |                       |               |
| 186 | 4  | Let It Bleed               | Porachunki                    | Brad Tanenbaum   | Corinne Marinan                                                 | 30 października 2008 | 26 lutego 2009        | 9,04          |
| Nick i Riley są świadkami napadu na sklep przy stacji paliw przeprowadzonego przez mężczyznę w stroju policjanta. Zaraz po tym, muszą pomóc reszcie ekipy rozwiązać zagadkę śmierci młodej kobiety, która okazuje się być córką wielkiego bosa narkotykowego, poszukiwanego przez FBI, CIA i DEA. Z kamery monitorującej dowiadują się, że dziewczyna została wyrzucona przez dwóch ochroniarzy z pewnego klubu wcześniej tej nocy. Gdy Catherine i Riley odwiedzają klub, Cath zastaje tam swoją córkę Lindsey z fałszywym ID. |    |                            |                               |                  |                                                                 |                      |                       |               |
| 187 | 5  | Leave Out All the Rest     | Fatamorgana                   | Kenneth Fink     | Jacqueline Joyt                                                 | 6 listopada 2008     | 5 marca 2009          | 9,05          |
| Ekipa znajduje podczas ulewnego deszczu ciało młodego mężczyzny ze zmasakrowaną twarzą. Wszelkie poszlaki wskazują, że zbrodnia miała charakter sadomasochistyczny. W tym samym czasie Grissom przeżywa odejście Sary. Sprawa morderstwa zawiedzie go w progi starej przyjaciółki. Z czasem okazuje się, że nie był to prawdziwy powód wizyty Grissoma... |    |                            |                               |                  |                                                                 |                      |                       |               |
| 188 | 6  | Say Uncle                  | Więzi rodzinne                | Richard J. Lewis | Dustin Lee Abraham                                              | 13 listopada 2008    | 12 marca 2009         | 9,06          |
| Ekipa CSI prowadzi śledztwo w sprawie morderstwa dwójki Koreańczyków (mężczyzny, który tego samego dnia został zwolniony z więzienia i niezidentyfikowanej kobiety) podczas imprezy w koreańskiej dzielnicy. W trakcie oględzin miejsca zbrodni okazuje się, że potencjalny jedyny świadek – kilkuletni chłopiec – zaginął. |    |                            |                               |                  |                                                                 |                      |                       |               |
| 189 | 7  | Woulda, Coulda, Shoulda    | brak danych                   | Brad Tanenbaum   | Naren Shankar, Allen MacDonald                                  | 20 listopada 2008    | 19 marca 2009         | 9,07          |
| Greg i Riley prowadzą śledztwo w sprawie morderstwa kobiety. Rozwiązanie sprawy utrudniają służby medyczne, którzy zanieczyszczają miejsce zbrodni podczas akcji ratunkowej córki zamordowanej – również ofiary postrzelonej. Pierwszym podejrzanym jest mąż – oskarżony o zabójstwo 12 lat wcześniej. 2: Nick zajmuje się sprawą śmierci 2 młodych mężczyzn w wypadku samochodowym. 3: Grissom odwiedza miniaturowego zabójcę w ośrodku psychiatrycznym dla osób skazanych.                                                    |    |                            |                               |                  |                                                                 |                      |                       |               |
| 190 | 8  | Young Man with a Horn      | W rytmie pop                  | Jeffrey G. Hunt  | David Rambo                                                     | 4 grudnia 2008       | 26 marca 2009         | 9,08          |
| Znaleziono zwłoki młodej czarnoskórej dziewczyny – gwiazdy muzycznego show „Overnight Sensation”. Wychodzi na jaw, że dziewczyna była w ciąży z reżyserem programu. |    |                            |                               |                  |                                                                 |                      |                       |               |
| 191 | 9  | 19 Down (1)                | brak danych                   | Kenneth Fink     | Carol Mendelsohn, Naren Shankar                                 | 11 grudnia 2008      | 2 kwietnia 2009       | 9,09          |
| Grissom oświadcza, że opuszcza zespół, a jego miejsce zajmie Catherine. Wszyscy zastanawiają się, jakie są przyczyny tej decyzji. Tymczasem ekipa zajmuje się sprawą morderstwa mężczyzny znalezionego w worku na śmieci w bardzo zaawansowanym stadium rozkładu. Ślady prowadzą do seryjnego mordercy, tzw. „Dick & Jane Killer”. Sprawa łączy się również z nierozwiązanym morderstwem z odcinka „Leave Out All the Rest”. |    |                            |                               |                  |                                                                 |                      |                       |               |
| 192 | 10 | One to Go (2)              | Ostatni raz                   | Alec Smight      | Carol Mendelsohn, Naren Shankar                                 | 15 stycznia 2009     | 9 kwietnia 2009       | 9,10          |
| Kontynuacja wątku z ostatnich scen poprzedniego odcinka, kiedy to „Dick & Jane Killer” wyznaje gdzie ukrył zwłoki jednej ze swoich ofiar, a na miejscu ekipa CSI znajduje kolejne zwłoki – mężczyzny, który według koronera zmarł w ciągu ostatnich 24 godzin. Dodatkowo okazuje się, że żona martwego mężczyzny zaginęła. Śledczy przypuszczają, że „Dick & Jane Killer” ma wspólnika. Jest to ostatnia sprawa Grissoma, który opuszcza zespół, aby odnaleźć swoją miłość – Sarę.                                              |    |                            |                               |                  |                                                                 |                      |                       |               |
| 193 | 11 | The Grave Shift            | W pułapce                     | Richard J. Lewis | Bradley Thompson, David Weddle                                  | 22 stycznia 2009     | 16 kwietnia 2009      | 9,11          |
| Po odejściu Grissoma szefem zespołu zostaje Katherine. Do śledczych dołącza jako CSI poziom 1 dr Raymond Langston, wykładowca akademicki i znawca „Dick & Jane Killer”. Jako szkolenie prowadzi sprawę 1: włamania i kradzieży oraz 2: eksplozji, na miejscu której znaleziono zwęglone zwłoki. |    |                            |                               |                  |                                                                 |                      |                       |               |
| 194 | 12 | Disarmed & Dangerous       | Wróg jest blisko              | Kenneth Fink     | Dustin Lee Abraham, Evan Dunsky                                 | 29 stycznia 2009     | 23 kwietnia 2009      | 9,12          |
| Zespół prowadzi śledztwo w sprawie śmierci mężczyzny, zamordowanego w toalecie na stacji benzynowej, którego ramię zostało wyrwane z ciała. Okazuje się, że jest on agentem FBI działającym w ukryciu. |    |                            |                               |                  |                                                                 |                      |                       |               |
| 195 | 13 | Deep Fried and Minty Fresh | Fast food                     | Alec Smight      | Corinne Marrinan, Sarah Goldfinger                              | 12 lutego 2009       | 30 kwietnia 2009      | 9,13          |
| 1: Nick, Riley i Ray badają sprawę śmierci managera fast foodu. Okazuje się, że nie jest to jedyne morderstwo w tej sprawie. 2: Katherine i Greg zajmują się śmiercią mężatki przykutej do łóżka kajdankami w swoim domu. Wszystkie poszlaki wskazują na męża. |    |                            |                               |                  |                                                                 |                      |                       |               |
| 196 | 14 | Miscarriage of Justice     | W świetle prawa               | Louis Milito     | Richard Catalani, Jacqueline Hoyt                               | 19 lutego 2009       | 7 maja 2009           | 9,14          |
| Zespół zajmuje się morderstwem młodej kobiety, o które oskarżony jest kongresmen. Podczas rozprawy samobójstwo popełnia szef ochrony kongresmena używając zaginionego narzędzia zbrodni – pistoletu Beretta. Ta śmierć rzuca na sprawę nowe światło i podważa dotychczasowe wnioski z dochodzenia. |    |                            |                               |                  |                                                                 |                      |                       |               |
| 197 | 15 | Kill Me If You Can         | Zabij mnie, jeśli potrafisz   | Nathan Hope      | Bradley Thompson, David Weddle                                  | 26 lutego 2009       | 14 maja 2009          | 9,15          |
| 1: Ray z pomocą Mindy badają sprawę morderstwa młodego mężczyzny znalezionego w basenie na tyłach swojego domu. 2: Katherine i Greg zajmują się sprawą śmierci kobiety zastrzelonej w pokoju hotelowym. 3: Nick i Riley rozwiązują sprawę morderstwa mężczyzny, którego zwłoki znaleziono w samochodzie na parkingu. Z czasem okazuje się, że te 3 sprawy są ze sobą powiązane. |    |                            |                               |                  |                                                                 |                      |                       |               |
| 198 | 16 | Turn, Turn, Turn           | Do trzech razy sztuka         | Richard J. Lewis | Tom Mularz                                                      | 5 marca 2009         | 21 maja 2009          | 9,16          |
| Nick, Riley i Ray prowadzą sprawę śmierci 16-letniej dziewczyny. Jej historię poznajemy jako retrospekcję 3 innych morderstw, mających miejsce w motelu, w którym dziewczyna mieszkała z rodziną. |    |                            |                               |                  |                                                                 |                      |                       |               |
| 199 | 17 | No Way Out                 | Pułapka                       | Alec Smight      | Alec Smight                                                     | 12 marca 2009        | 28 maja 2009          | 9,17          |
| Zespół prowadzi śledztwo w sprawie śmierci czarnego mężczyzny, szefa straży sąsiedzkiej i 7-letniego chłopca podczas strzelaniny. W trakcie oględzin domu jednego z zamieszanych w sprawę, Riley i Ray odkrywają tajne laboratorium. Chwilę później zostają wzięci jako zakładnicy przez uczestnika strzelaniny. |    |                            |                               |                  |                                                                 |                      |                       |               |
| 200 | 18 | Masacra                    | Masacra                       | William Friedkin | Naren Shankar, Dustin Lee Abraham                               | 2 kwietnia 2009      | 4 czerwca 2009        | 9,18          |
| Zespół zajmuje się śmiercią młodej dziewczyny. Okazuje się, że była to studentka Raya i prowadziła śledztwo w sprawie niewyjaśnionych morderstw. |    |                            |                               |                  |                                                                 |                      |                       |               |
| 201 | 19 | The Descent of Man         | Ostatni skok                  | Chris Leitch     | Evan Dunsky                                                     | 9 kwietnia 2009      | 11 czerwca 2009       | 9,19          |
| 1: Nick i Riley zajmują się wypadkiem spadochroniarza spowodowanym wadliwym sprzętem. 2: Ray bada sprawę śmierci mężczyzny znalezionego na pustyni. Wychodzi na jaw, że był on założycielem swojego kościoła. 3: Kahterine i Greg badają przyczyny śmierci 2 mężczyzn, którzy jak się okazało zostali otruci niebezpieczną toksyną. Sprawa ta łączy się ze sprawa Nicka i Riley. |    |                            |                               |                  |                                                                 |                      |                       |               |
| 202 | 20 | A Space Oddity             | Nie z tego świata             | Michael Nankin   | Bradley Thompson, David Weddle, Naren Shankar                   | 16 kwietnia 2009     | 18 czerwca 2009       | 9,20          |
| Zespół bada sprawę śmierci producenta przeróbki serialu science-fiction z lat sześćdziesiątych na zlocie fanów serialu „Astro Guest”. Pierwszymi z zespołu na miejscu zbrodni są Hudges i Wendy – zagorzali fani tego serialu. |    |                            |                               |                  |                                                                 |                      |                       |               |
| 203 | 21 | If I Had A Hammer          | Gdybym miał młotek            | Brad Tanenbaum   | Daniel Steck, Allen MacDonald, Corinne Marrinan                 | 23 kwietnia 2009     | 25 czerwca 2009       | 9,21          |
| Zespół bada ponownie sprawę Katherine sprzed 18 lat dotyczącą włamania połączonego z morderstwem 90-letniego czarnego mężczyzny. Okazuje się, że skazany za tę zbrodnię mężczyzna miał wspólnika, którego chronił. |    |                            |                               |                  |                                                                 |                      |                       |               |
| 204 | 22 | The Gone Dead Train        | Konkurs piękności             | Alec Smight      | Jacqueline Hoyt                                                 | 30 kwietnia 2009     | 2 lipca 2009          | 9,22          |
| 1: Katherine, Nick i Ray badają sprawę śmierci 4 osób. Okazuje się, że przyczyną śmierci jest wścieklizna. 2: Greg i Riley zajmują się sprawą domniemanego gwałtu na młodej kobiecie, która umiera w szpitalu z powodu wykrwawienia. |    |                            |                               |                  |                                                                 |                      |                       |               |
| 205 | 23 | Hog Heaven                 | Pod przykrywką                | Richard J. Lewis | David Rambo                                                     | 7 maja 2009          | 9 lipca 2009          | 9,23          |
| Zespół bada sprawę śmierci członka gangu motocyklowego w przydrożnym barze. Okazuje się, że był to policjant działający w ukryciu, próbujący rozpracować gang zajmujący się handlem narkotykami. Wkrótce potem ginie kolejny policjant (kobieta) działający w ukryciu przy tej samej sprawie. |    |                            |                               |                  |                                                                 |                      |                       |               |
| 206 | 24 | All in                     | Va banque                     | Alec Smight      | Richard Catalini, Evan Dunsky, Phillip Schenkler, Naren Shankar | 14 maja 2009         | 16 lipca 2009         | 9,24          |
| Zespół zajmuje się sprawą śmierci nieznanego mężczyzny w odludnej części Las Vegas. Okazuje się, że sprawa ma związek z żetonami z zamkniętego kasyna, które powinny były zostać zniszczone ponad 28 lat wcześniej. |    |                            |                               |                  |                                                                 |                      |                       |               |

## Sezon 10 (2009–2010)
W Polsce premierowe odcinki 10 sezonu były emitowane od 4 marca 2010 roku na AXN.
| Nr | #  | Tytuł                            | Polski tytuł           | Reżyseria         | Scenariusz                                                    | Premiera CBS         | Premiera w Polsce AXN | Kod produkcji |
| --- | -- | -------------------------------- | ---------------------- | ----------------- | ------------------------------------------------------------- | -------------------- | --------------------- | ------------- |
| 207 | 1  | Family Affair                    | Sprawy rodzinne        | Kenneth Fink      | Bradley Thompson, David Weddle, Naren Shankar                 | 24 września 2009     | 4 marca 2010          | 10,01         |
| Młoda wschodząca gwiazdka zostaje zabita w wypadku samochodowym. Jej prześladowca przyznaje się do tego, ale zespół odkrywa, że ta tragedia jest bardziej zawikłana niż wydawało się to na pierwszy rzut oka. |    |                                  |                        |                   |                                                               |                      |                       |               |
| 208 | 2  | Ghost Town                       | Miasto duchów          | Alec Smight       | Dustin Lee Abraham, Carol Mendelsohn                          | 1 października 2009  | 11 marca 2010         | 10,02         |
| Syn wielokrotnego osławionego mordercy zostaje aresztowany pod zarzutem morderstwa. Śledczy muszą odrzucić swoje uprzedzenia względem ojca chłopaka, aby namierzyć prawdziwego sprawcę zbrodni. |    |                                  |                        |                   |                                                               |                      |                       |               |
| 209 | 3  | Working Stiffs                   | Nadgodziny             | Naren Shankar     | Naren Shankar                                                 | 8 października 2009  | 18 marca 2010         | 10,03         |
| Ekipa bada morderstwo Jasona, komputerowego maniaka pracującego w Dziale Wsparcia niewielkiego kasyna, który wciąga swojego kolegę z pracy, Pauliego, w niebezpieczny plan, aby ziścić pracownicze marzenia. |    |                                  |                        |                   |                                                               |                      |                       |               |
| 210 | 4  | Coup de Grace                    | Strzał miłosierdzia    | Paris Barclay     | David Rambo, Richard Catalani                                 | 15 października 2009 | 25 marca 2010         | 10,04         |
| Śledczy badają sprawę przypadkowego zastrzelenia policjanta po służbie przez innego policjanta, oficera Danny’ego Finna, którego nieskrywane rasowe uprzedzenia sugerują, że strzelanina wcale nie była przypadkowa. |    |                                  |                        |                   |                                                               |                      |                       |               |
| 211 | 5  | Bloodsport                       | Krwawy sport           | Jeffrey G. Hunt   | Allen MacDonald                                               | 29 października 2009 | 1 kwietnia 2010       | 10,05         |
| Ukochany trener futbolu w college’u zostaje znaleziony martwy, a jego dom jest skąpany w jego krwi. Śledczy ścigają zabójcę, który wcale nie uważał trenera Jimmy’ego za aż tak „kochanego”. |    |                                  |                        |                   |                                                               |                      |                       |               |
| 212 | 6  | Death and The Maiden             | Śmierć i dziewczyna    | Brad Tanenbaum    | Jacqueline Hoyt                                               | 5 listopada 2009     | 8 kwietnia 2010       | 10,06         |
| Zespół odkrywa, że dwie pozornie niepowiązane ze sobą zbrodnie są częścią tej samej skomplikowanej intrygi mającej na celu zemstę. |    |                                  |                        |                   |                                                               |                      |                       |               |
| 213 | 7  | The Lost Girls                   | Zagubiona dziewczyna   | Alec Smight       | David Weddle, Bradley Thompson, Joshua Morton                 | 12 listopada 2009    | 15 kwietnia 2010      | 10,07         |
| Trwa śledztwo w sprawie handlu ludźmi, ale jest to wyścig z czasem. Kontynuacja odcinków z CSI Miami „Bone Voyage” oraz CSI NY „Hammer Down”. |    |                                  |                        |                   |                                                               |                      |                       |               |
| 214 | 8  | Lover’s Lane                     | Na torze               | Andrew Bernstein  | Dustin Lee Abraham                                            | 19 listopada 2009    | 22 kwietnia 2010      | 10,08         |
| Ekipa bada morderstwo na torze do kręgli po tym, jak istotny dowód zostaje odnaleziony podczas zawodów kręglarskich. |    |                                  |                        |                   |                                                               |                      |                       |               |
| 215 | 9  | To Serve Harry / Appendicitement | Pełnia                 | Kenneth Fink      | Evan Dunsky                                                   | 10 grudnia 2009      | 29 kwietnia 2010      | 10,09         |
| Pełnia. Świry wychodzą z ukrycia. Trójka śledczych „porywają” nieszczęśliwego Harry’ego, aby uczcić jego urodziny w dość oddalonym lokalu, nie zdając sobie sprawy, że został on zamknięty przez Sanepid już dawno temu. A jednak czeka na nich jeszcze więcej niespodzianek, w tym odnalezienie ciała z szopem przyczepionym do jego twarzy. |    |                                  |                        |                   |                                                               |                      |                       |               |
| 216 | 10 | Better Off Dead                  | Ucieczka w śmierć      | Jeffrey G. Hunt   | Richard Catalani, Tom Mularz                                  | 17 grudnia 2009      | 6 maja 2010           | 10,10         |
| Śledczy starają się odkryć jak niedawna strzelanina w sklepie z bronią może się wiązać z młodą kobietą, która prawdopodobnie popełniła samobójstwo. |    |                                  |                        |                   |                                                               |                      |                       |               |
| 217 | 11 | Sin City Blues                   | Miasto grzechu         | Louis Shaw Milito | Daniel Steck                                                  | 14 stycznia 2010     | 13 maja 2010          | 10,11         |
| Zespół bada sprawę porzucenia organów w schronisku na odludziu. Dwie sekretarki próbujące ukraść mężczyźnie portfel i PIN do karty, zostają znalezione martwe. |    |                                  |                        |                   |                                                               |                      |                       |               |
| 218 | 12 | Long Ball                        | Szybka piłka           | Louis Shaw Milito | David Rambo, Jacqueline Hoyt, Daniel Steck                    | 21 stycznia 2010     | 20 maja 2010          | 10,12         |
| Ekipa dostaje sprawę owianej tajemnicą śmierci byłego golfisty, którego oddanie grze być może kosztowało wszystko. |    |                                  |                        |                   |                                                               |                      |                       |               |
| 219 | 13 | Internal Combustion              | Wyścig z życiem        | Brad Tanenbaum    | Jennifer N. Levin                                             | 4 lutego 2010        | 27 maja 2010          | 10,13         |
| Trwa śledztwo w sprawie śmierci dwóch wyścigowców biorących udział w nielegalnych turniejach ulicznych. |    |                                  |                        |                   |                                                               |                      |                       |               |
| 220 | 14 | Unshockable                      | Na scenie życia        | Kenneth Fink      | Michael Frost Beckner                                         | 4 marca 2010         | 3 czerwca 2010        | 10,14         |
| W mieście dają koncert Rascal Flatts. Śledczy sprawdzają czy członek grupy zginął w wyniku morderstwa. |    |                                  |                        |                   |                                                               |                      |                       |               |
| 221 | 15 | Neverland                        | Nibelandia             | Alec Smight       | Tom Mularz                                                    | 11 marca 2010        | 10 czerwca 2010       | 10,15         |
| Tajemnicze okoliczności śmierci czternastolatka zbijają z tropu ekipę CSI. |    |                                  |                        |                   |                                                               |                      |                       |               |
| 222 | 16 | The Panty Sniffer                | Fetysz                 | Louis Shaw Milito | Richard Catalani, Jacqueline Hoyt                             | 1 kwietnia 2010      | 17 czerwca 2010       | 10,16         |
| Detektyw Vartann i Catherine udają parę w podczas całodobowej operacji antynarkotykowej w ekskluzywnym hotelu, w tym samym czasie Langston i Nick pracują na sprawą śmierci kobiety, która powiązana była z klubem dla fetyszystów. |    |                                  |                        |                   |                                                               |                      |                       |               |
| 223 | 17 | Irradiator                       | Pozory mylą            | Michael Nankin    | Bradley Thompson, David Weddle                                | 8 kwietnia 2010      | 24 czerwca 2010       | 10,17         |
| Langston prowadzi dochodzenie w sprawie morderstwa pewnej rodziny i uważa, że udało mu się znaleźć osobę, którą podejrzewa o bycie Dr. Jekyllem. Jak się ostatecznie okaże nie wszystko jest takie jak się wydawało. |    |                                  |                        |                   |                                                               |                      |                       |               |
| 224 | 18 | Field Mice                       | W terenie              | Brad Tanenbaum    | Wallace Langham, Liz Vassey, Naren Shankar, Jennifer N. Levin | 15 kwietnia 2010     | 1 lipca 2010          | 10,18         |
| Hodges oraz Wendy zabierają grupę studentów na wycieczkę poza laboratorium. Opowiadają szczegółowo o sprawie, którą laboratorium właśnie prowadzi, pozwalając się im wczuć w rolę techników CSI. Wendy całuje Hodgesa. |    |                                  |                        |                   |                                                               |                      |                       |               |
| 225 | 19 | World’s End                      | Koniec świata          | Alec Smight       | Evan Dunsky                                                   | 22 kwietnia 2010     | 8 lipca 2010          | 10,19         |
| Catherine prowadzi sprawę śmierci studenta, którego ciało zostało znalezione w pobliżu szkoły jej córki, prowadzi ją to do odkrycia świata rasizmu i mrocznych sekretów ukrywanych przez jedną z osób z personelu szkoły. W odcinku poruszony jest temat Ludobójstwa w Rwandzie.                                                              |    |                                  |                        |                   |                                                               |                      |                       |               |
| 226 | 20 | Take My Life, Please!            | Śmiertelny żart        | Martha Coolidge   | David Rambo, Dustin Lee Abraham                               | 29 kwietnia 2010     | 15 lipca 2010         | 10,20         |
| Zespół CSI wyjaśnia sprawę śmierci legendarnego komika, który zmarł w niewyjaśnionych okolicznościach; Langston i Sara próbują rozwiązać sprawę of a podziurawionych kulami zwłok. |    |                                  |                        |                   |                                                               |                      |                       |               |
| 227 | 21 | Lost & Found                     | Zagubione i znalezione | Frank Waldeck     | Corinne Marrinan, Elizabeth Devine                            | 6 maja 2010          | 22 lipca 2010         | 10,21         |
| Zespół CSI wspiera Brassa w pomocy rodzinie przyjaciółki, rozwiązując sprawę zniknięcia jej rodziny podczas wypadku samochodowego. |    |                                  |                        |                   |                                                               |                      |                       |               |
| 228 | 22 | Doctor Who (1)                   | Doktor Who             | Jeffrey Hunt      | Tom Mularz                                                    | 13 maja 2010         | 29 lipca 2010         | 10,22         |
| Reporterka, która odkryła seryjnego mordercę Dr. Jekylla zostaje uduszona, a mąż ofiary oskarża Raya o popełnienie tej zbrodni oraz innych, którymi zajmowała się w przeszłości ofiara. |    |                                  |                        |                   |                                                               |                      |                       |               |
| 229 | 23 | Meat Jekyll (2)                  | Akcja Jekyll           | Alec Smight       | Naren Shankar, Evan Dunsky                                    | 20 maja 2010         | 5 sierpnia 2010       | 10,23         |
| Zespół CSI próbuje zatrzymać nieuchwytnego Dr. Jekylla przy pomocy innego seryjnego mordercy, Nate’a Haskella (Bill Irwin) który twierdzi, że zna jego tożsamość. |    |                                  |                        |                   |                                                               |                      |                       |               |

## Sezon 11 (2010–2011)
| Nr | #  | Tytuł                       | Polski tytuł         | Reżyseria         | Scenariusz                                           | Premiera CBS         | Premiera w Polsce AXN | Kod produkcji |
| --- | -- | --------------------------- | -------------------- | ----------------- | ---------------------------------------------------- | -------------------- | --------------------- | ------------- |
| 230 | 1  | Shock Waves                 | Fala uderzeniowa     | Alec Smight       | David Weddle, Bradley Thompson                       | 23 września 2010     | 10 lutego 2011        | 11,01         |
| Zespół jest zaniepokojony stanem zdrowia Langstona, który został pchnięty nożem przez seryjnego zabójcę Nate’a Haskella. W międzyczasie wybucha bomba na pogrzebie policjanta Franka Clarka. Pomimo rozwiązania sprawy zamachu ekipa CSI napotyka na kolejną bombę pułapkę, a sprawa ta pozostaje niewyjaśniona. W odcinku gościnnie wystąpił: Justin Bieber. |    |                             |                      |                   |                                                      |                      |                       |               |
| 231 | 2  | Pool Shark                  | Rekin                | Michael Nankin    | Dustin Lee Abraham                                   | 30 września 2010     | 17 lutego 2011        | 11,02         |
| Kobieta zostaje zaatakowana przez rekina w basenie Golden Nugget Casino. Gościnnie wystąpili: Elliot Gould, Holly Madison oraz Method Man |    |                             |                      |                   |                                                      |                      |                       |               |
| 232 | 3  | Blood Moon                  | Krwawy księżyc       | Brad Tanenbaum    | Treena Hancock, Melissa R. Byer                      | 7 października 2010  | 17 lutego 2011        | 11,03         |
| Sprawa morderstwa na konwencie fanów wampirów i wilkołaków. |    |                             |                      |                   |                                                      |                      |                       |               |
| 233 | 4  | Sqweegel                    | brak danych          | Jeffrey Hunt      | Carol Mendelsohn, Anthony E. Zuiker                  | 14 października 2010 | 24 lutego 2011        | 11,04         |
| Sqweegel jest seryjnym zabójcą poziomu 26 (w 25-stopniowej Skali Zła dr Stone’a) z powieści Dark Origins (napisanej przez twórcę serialu CSI Anthony Zuikera), który zabija ludzi ukrywających jakiś sekret starając się wcześniej nakłonić ich do wyjawienia tajemnicy w celu zachowania życia. Pomimo zapobieżenia ostatniemu atakowi, Sqweegel ucieka a sprawa pozostaje nierozwiązana. Gościnnie wystąpiła: Ann-Margret. |    |                             |                      |                   |                                                      |                      |                       |               |
| 234 | 5  | House of Hoarders           | Zbieraczka           | Alec Smight       | Christopher Barbour                                  | 21 października 2010 | 24 lutego 2011        | 11,05         |
| Zespół CSI bada sprawę w domu kobiety chorującej na zbieractwo, w którym ekipa odnajduje kolejne zwłoki. |    |                             |                      |                   |                                                      |                      |                       |               |
| 235 | 6  | Cold Blooded                | Z zimną krwią        | Louis Shaw Milito | Tom Mularz                                           | 28 października 2010 | 3 marca 2011          | 11,06         |
| Na pustyni zostaje odkryte ciało, w międzyczasie zabójstwo biznesmena prowadzi zespół do dwóch zamordowanych 5 lat temu dziewcząt. |    |                             |                      |                   |                                                      |                      |                       |               |
| 236 | 7  | Bump and Grind              | Ostra jazda          | Michael Nankin    | Don McGill                                           | 4 listopada 2010     | 10 marca 2011         | 11,07         |
| Zespół CSI prowadzi sprawę zabójstwa, w której ciało ofiary zostało zmielone i podrzucone do kontenera na śmieci. |    |                             |                      |                   |                                                      |                      |                       |               |
| 237 | 8  | Fracked                     | Zatrute źródło       | Martha Coolidge   | David Weddle, Bradley Thompson                       | 11 listopada 2010    | 17 marca 2011         | 11,08         |
| Zespół prowadzi dochodzenie w sprawie śmierci informatorów, które miały miejsce po opublikowaniu serii artykułów o procesie nielegalnego dumpingu gazu ziemnego. Morderca zostaje znaleziony martwy, sprawcy udaje się zbiec, a zespół nie potrafi ustalić jego personaliów – sprawa pozostaje nierozwiązana. |    |                             |                      |                   |                                                      |                      |                       |               |
| 238 | 9  | Wild Life                   | Życie na krawędzi    | Charles Haid      | Treena Hancock, Melissa R. Byer                      | 18 listopada 2010    | 24 marca 2011         | 11,09         |
| Ray, Catherine oraz Nick ustalają przyczynę śmierci mężczyzny, którego znaleziono martwego po wypadnięciu z balkonu hotelowego. Po drugiej stronie miasta Sara i Greg bada sprawę, w której znaleziono ciała dwojga starszych osób – kobiety w salonie oraz jej męża pod prysznicem. Jedynymi świadkami zbrodni są niechętne do współpracy zwierzęta: kot oraz papuga. |    |                             |                      |                   |                                                      |                      |                       |               |
| 239 | 10 | 418/427                     | 418/427              | Frank Waldeck     | Michael Frost Beckner                                | 9 grudnia 2010       | 31 marca 2011         | 11,10         |
| Żona agenta FBI zostaje zamordowana. Pedofil tropiony przez niego jest podejrzewany o porwanie ich dziecka. |    |                             |                      |                   |                                                      |                      |                       |               |
| 240 | 11 | Man Up                      | Obława               | Alec Smight       | Michael F.X. Daley                                   | 6 stycznia 2011      | 7 kwietnia 2011       | 11,11         |
| Zespół prowadzi sprawę uduszonej kobiety, której ciało porzucono w koszu na śmieci. Gościnnie wystąpiły: Trevor Donovan (90210) oraz aktorka komediowa Carrot Top. |    |                             |                      |                   |                                                      |                      |                       |               |
| 241 | 12 | A Kiss Before Frying        | Pocałunek śmierci    | Brad Tanenbaum    | Evan Dunsky                                          | 20 stycznia 2011     | 14 kwietnia 2011      | 11,12         |
| Zespół CSI bada sprawę zwłok z dziwnymi ranami po oparzeniach. Gościnnie wystąpiła Dita Von Teese. |    |                             |                      |                   |                                                      |                      |                       |               |
| 242 | 13 | The Two Mrs. Grissoms       | Dwie panie Grissom   | Steven Felder     | Christopher Barbour, Treena Hancock, Melissa R. Byer | 3 lutego 2011        | 21 kwietnia 2011      | 11,13         |
| Nocna uroczystość kończy się wybuchem. Zespół prowadzi śledztwo w sprawie śmierci dyrektora fundacji stypendialnej dla osób głuchych, który ginie na skutek wybuchu bomby-pułapki w jego samochodzie. Zmusza to Sarę do przesłuchania studentów oraz pracowników uczelni, w której pracuje jej teściowa (matka Grissoma). W odcinku pojawia się Gil Grissom. Gościnnie wystąpiła: Marlee Matlin. |    |                             |                      |                   |                                                      |                      |                       |               |
| 243 | 14 | All That Cremains           | Makabra              | Jeffrey Hunt      | Dustin Lee Abraham                                   | 10 lutego 2011       | 28 kwietnia 2011      | 11,14         |
| Zespół prowadzi śledztwo makabrycznego morderstwa owdowiałego prawnika, którego poćwiartowane zwłoki zostają znalezione w kartonach w jednym ze sklepów. Tymczasem Ray spotyka się ze swoją byłą żoną, która odwiedza go w Vegas... |    |                             |                      |                   |                                                      |                      |                       |               |
| 244 | 15 | Targets of Obsession        | Mroczne obsesje      | Alec Smight       | Dustin Lee Abraham                                   | 17 lutego 2011       | 5 maja 2011           | 11,15         |
| Langston zeznaje przeciwko Nate’owi Haskellowi. Nick dostaje ostrzeżenie o niebezpieczeństwie mu grożącym. Zespół wpada w pułapkę w magazynie. Odkrywają, że zastawił ją Jason McCann. Podczas pościgu i próby zatrzymania ginie. Nate Haskell ucieka z więzienia. Gościnnie jako Jason McCann wystąpił: Justin Bieber. |    |                             |                      |                   |                                                      |                      |                       |               |
| 245 | 16 | Turn On, Tune In, Drop Dead | Śmiertelny haj       | Paul McCrane      | Tom Mularz                                           | 24 lutego 2011       | 12 maja 2011          | 11,16         |
| Zespół prowadzi dochodzenie w sprawie dwóch ciał, które jak się okazuje nie do końca są martwe... |    |                             |                      |                   |                                                      |                      |                       |               |
| 246 | 17 | The F List                  | Lista                | Louis Milito      | Richard Catalani                                     | 10 marca 2011        | 19 maja 2011          | 11,17         |
| W więzieniu dochodzi do ustawki, w wyniku której w bójce ginie więzień – policjant. Okazuje się, że został skazany za zabójstwo żony. W trakcie śledztwa wychodzą na jaw nowe fakty, które stawiają w nowym świetle jego skazanie. Mogą być w to zamieszani policjanci z LVPD, którzy mieli romans z żoną skazanego. |    |                             |                      |                   |                                                      |                      |                       |               |
| 247 | 18 | Hitting The Cycle           | Pełne spektrum       | Alec Smight       | Daniel Steck, Richard Catalani                       | 31 marca 2011        | 26 maja 2011          | 11,18         |
| Nick i Langston badają sprawę włamania i zabójstwa. Sara i Greg mają sprawę gracza MMORPG który umiera podczas gry online. Okazuje się, że mógł on umrzeć nie z przyczyn naturalnych, chorował na padaczkę. W laboratorium są zakłady kto zakończy tzw. „cykl”, czyli morderstwo, samobójstwo, wypadek i śmierć naturalna. Ray, Nick i Greg zamknęli sprawy z trzema pierwszymi. Wszyscy stawiają na Nicka albo Grega. Zakład wygrywa Doc. Robbins który jako jedyny postawił, że zgon naturalny zbada David, bo śledczy CSI nie zajmują się takimi sprawami. |    |                             |                      |                   |                                                      |                      |                       |               |
| 248 | 19 | Unleashed                   | W paszczy lwa        | Brad Tanenbaum    | Ed Whitmore, Anthony E. Zuiker                       | 7 kwietnia 2011      | 2 czerwca 2011        | 11,19         |
| Sara i Langston zajmują się sprawą kobiety znalezionej na poboczu drogi, która ma rany jak po ugryzieniu przez kota. Okazuje się, że pracowała w schronisku dla maltretowanych kobiet. Chodziła na terapię do Dr Kessler. Okazuje się nią być Lady Heather, która zrobiła dyplom. Nick i Doc. Robinns zostają wezwani anonimowo do domu na przedmieściach. W jednym z nich znajdują martwą dziewczynę. Okazuje się, że jest w ciąży. Doktor przez cesarskie cięcie ratuje noworodka. Nick podejrzewa, że ktoś pomógł jej odebrać sobie życie, fakty okazują się inne. Do Dr Kessler przychodzi Langston, mówi jej o swoim problemie – panowanie nad sobą, niestosowanie przemocy. Rozmawiają o sprawie Nate’a Haskella. W odcinku nie pojawiają się Catherine ani Greg. |    |                             |                      |                   |                                                      |                      |                       |               |
| 249 | 20 | Father of the Bride (1)     | brak danych          | Frank Waldeck     | Evan Dunsky                                          | 28 kwietnia 2011     | 9 czerwca 2011        | 11,20         |
| Nick bada sprawę zwłok znalezionych na farmie. Jedno ciało ma odciętą głowę, drugie ręce. W laboratorium pojawia się ojciec jednej z „panien młodych” Nate’a Haskella. Nate wysłał mu e-mail, w którym jego córka błaga o ojca o pomoc. Okazuje się, że te dwie sprawy się łączą, i cały wydział skupia się na złapaniu Nate’a. David Hodges wyprowadza się z mieszkania matki, a jako zastępca szeryfa pojawia się Sofia Curtis. W odcinku nie występuje Jorja Fox. |    |                             |                      |                   |                                                      |                      |                       |               |
| 250 | 21 | Cello and Goodbye (2)       | Finał na wiolonczelę | Alec Smight       | Christopher Barbour, Don McGill                      | 5 maja 2011          | 16 czerwca 2011       | 11,21         |
| Langston jest bardzo zdeterminowany żeby złapać Nate’a Haskella, znanego jako zabójca „Dick & Jane”. Później odkrywa, że Nate porwał jego eks-żonę Glorię. Ray stara się ją odnaleźć na własną rękę, narażając się tym swojej szefowej i policji LA. |    |                             |                      |                   |                                                      |                      |                       |               |
| 251 | 22 | In a Dark, Dark House (3)   | Bardzo mroczny dom   | Jeffrey Hunt      | Tom Mularz                                           | 12 maja 2011         | 23 czerwca 2011       | 11,22         |
| Langston staje twarzą w twarz z seryjnym mordercą Nate’em Haskellem w domu, gdzie jego zabijanie się zaczęło. Langston pierwszy wpada na trop Haskella i w walce wręcz go obezwładnia i zabija, próbując ratować byłą żonę. Używa do tego plastikowych kajdanek, jednak Jim Brass będąc pierwszy na miejscu zdarzenia chowa je, starając się chronić przyjaciela przed oskarżeniem o zabójstwo. Sprawę następnie bada wydział wewnętrzny. Wszyscy starają się kryć Langstona, tylko Sara chce dociec prawdy, mówić Gregowi, że właśnie od tego są. Catherine domyśla się, że to Brass zabrał kajdanki, mówi o tym, ale równocześnie daje mu podpisany raport, oczyszczający Raya. Langostona czeka jednak mimo wszystko przesłuchanie przez WW.                         |    |                             |                      |                   |                                                      |                      |                       |               |

## Sezon 12 (2011–2012)
W Polsce premierowe odcinki 12 sezonu były emitowane od 16 lutego 2012 roku na AXN.
| Nr | #  | Tytuł                | Polski tytuł              | Reżyseria         | Scenariusz                                                          | Premiera CBS         | Premiera w Polsce AXN | Kod produkcji |
| --- | -- | -------------------- | ------------------------- | ----------------- | ------------------------------------------------------------------- | -------------------- | --------------------- | ------------- |
| 252 | 1  | 73 seconds           | 73 sekundy                | Alec Smight       | Gavin Harris                                                        | 21 września 2011     | 16 lutego 2012        | 12,01         |
| W strzelaninie w hotelu giną dwie osoby. Brakuje świadków, ale jest wiele sprzecznych dowodów. Kolejna śmiertelna ofiara w hrabstwie Panaca ma twarz młodego, a ciało starego mężczyzny. |    |                      |                           |                   |                                                                     |                      |                       |               |
| 253 | 2  | Tell-Tale Hearts     | Serca oskarżycielami      | Brad Tanenbaum    | Joe Pokaski                                                         | 28 września 2011     | 23 lutego 2012        | 12,02         |
| Zabójstwo pewnej rodziny wywołuje wstrząs wśród członków zespołu CSI. Zgłasza się ktoś, kto chce wziąć na siebie odpowiedzialność za zbrodnię. |    |                      |                           |                   |                                                                     |                      |                       |               |
| 254 | 3  | Bittersweet          | Kropla goryczy            | Frank Waldeck     | Melissa R. Byer, Treena Hancock                                     | 5 października 2011  | 1 marca 2012          | 12,03         |
| Sadystka seksualna, która otrzymała łagodną karę za przewinienia, przebywa na wolności. Sara robi wszystko, aby kobieta z powrotem trafiła do więzienia. |    |                      |                           |                   |                                                                     |                      |                       |               |
| 255 | 4  | Maid Man             | Burmistrz i pokojówka     | Martha Coolidge   | Dustin Lee Abraham                                                  | 12 października 2011 | 8 marca 2012          | 12,04         |
| Były burmistrz Las Vegas zostaje postrzelony w Muzeum Przestępczości, a zespół CSI musi zagłębić się w historię miasta, aby znaleźć wskazówki dotyczące zabójstwa. |    |                      |                           |                   |                                                                     |                      |                       |               |
| 256 | 5  | CSI Down             | CSI w ogniu               | Alec Smight       | Tom Mularz, Gavin Harris                                            | 19 października 2011 | 15 marca 2012         | 12,05         |
| Podczas śledztwa domniemana ofiara morderstwa, Frank, nagle podnosi się i prosi o pomoc. Mężczyzna porywa helikopter Medevac, transportujący go do szpitala. |    |                      |                           |                   |                                                                     |                      |                       |               |
| 257 | 6  | Freaks & Geeks       | Dziwolągi i kujony        | Alec Smight       | Christopher Barbour                                                 | 2 listopada 2011     | 22 marca 2012         | 12,06         |
| Zabójstwo popularnego artysty prowadzi zespół CSI za kulisy gabinetu osobliwości w wesołym miasteczku. |    |                      |                           |                   |                                                                     |                      |                       |               |
| 258 | 7  | Brain Doe            | Zagadka mózgu             | Brad Tanenbaum    | Gavin Harris                                                        | 9 listopada 2011     | 29 marca 2012         | 12,07         |
| Na miejscu kraksy samochodowej zespół CSI znajduje mózg. Nie należy on do żadnej z ofiar wypadku. Russell martwi się o syna, którego wyrzucono ze szkoły. |    |                      |                           |                   |                                                                     |                      |                       |               |
| 259 | 8  | Crime After Crime    | Fala zbrodni              | Paul McCrane      | Tom Mularz, Richard Catalani                                        | 16 listopada 2011    | 5 kwietnia 2012       | 12,08         |
| Śledczy badają trzy, pozornie niepowiązane ze sobą zbrodnie. Dochodzenie prowadzi ich do emerytowanego detektywa. Mężczyzna znajduje się w ostatnim stadium choroby nowotworowej i jest świadomy, że niebawem umrze. W toku śledztwa funkcjonariusze nabierają podejrzeń, że śmiertelnie chory funkcjonariusz mści się na przestępcach, których w przeszłości nie zdołał ująć ani postawić przed sądem. Russell i Willows są przekonani, że chory nie działał sam. Aby dotrzeć do jego wspólnika, przenikają do środowiska kolegów detektywa z policji. Odkrywają zaskakujące fakty w tej sprawie.. |    |                      |                           |                   |                                                                     |                      |                       |               |
| 260 | 9  | Zippered             | Zasunięty                 | Alec Smight       | Joe Pokaski                                                         | 7 grudnia 2011       | 12 kwietnia 2012      | 12,09         |
| Na ulicach miasta pojawia się wojskowa broń szturmowa. Niebawem zostaje zamordowany mężczyzna. Z początkowych ustaleń ekipy Russella wynika, że ofiara zajmowała się rolnictwem. Po pewnym czasie wychodzi na jaw, że zabity mężczyzna był w rzeczywistości ekspertem w dziedzinie balistyki. W śledztwo angażują się agenci FBI. Jeden z nich, Viggo McQuaid, nawiązuje szczególne relacje z detektyw Willows, podczas gdy mniej doświadczony agent Pratt otrzymuje pomoc od D.B. Tymczasem Catherine zazdrości życiowej stabilizacji swojej przyjaciółce Laurze, żonie Johna Gabriela.            |    |                      |                           |                   |                                                                     |                      |                       |               |
| 261 | 10 | Genetic Disorder     | Zaburzenia genetyczne     | Frank Waldeck     | Elizabeth Devine                                                    | 14 grudnia 2011      | 19 kwietnia 2012      | 12,10         |
| D.B. Russell z pomocą zespołu bada sprawę zabójstwa genealoga, doktora Ala Robbinsa. Nagie ciało mężczyzny znalazła w sypialni jego żona Judy. Okoliczności zbrodni wskazują, że specjalista zginął podczas miłosnych uniesień, a główną podejrzaną o morderstwo jest jego małżonka. Judy broni jednak swojej niewinności. Agenci poszukują obiektywnych dowodów w tej sprawie. Dalsze śledztwo prowadzi do osób z otoczenia zawodowego Robbinsa. Okazuje się, że w trakcie prowadzonych prac przypadkiem odkrył on pewien mroczny sekret.                                                          |    |                      |                           |                   |                                                                     |                      |                       |               |
| 262 | 11 | Ms. Willows Regrets  | Skrucha                   | Louis Shaw Milito | Christopher Barbour, Don McGill                                     | 18 stycznia 2012     | 26 kwietnia 2012      | 12,11         |
| W kancelarii prawniczej, którą Catherine poleciła przyjaciółce, Laurze, dochodzi do zabójstwa. Catherine obawia się, że miało ono związek z jej znajomą. Stara się z nią skontaktować, okazuje się jednak, że Laura zniknęła. Jej mąż, Gabriel, staje się głównym podejrzanym. Firma, której szefem jest Mark Gabriel, zajmuje się oczyszczaniem miejsc zbrodni w Iraku i Afganistanie. Miejsce zbrodni w firmie prawniczej zostało oczyszczone w podobny sposób. |    |                      |                           |                   |                                                                     |                      |                       |               |
| 263 | 12 | Willows in the Wind  | Wierzby na wietrze        | Alec Smight       | Christopher Barbour, Richard Catalani, Carol Mendelsohn, Don McGill | 25 stycznia 2012     | 3 maja 2012           | 12,12         |
| Willows i D.B. muszą się ukrywać po tym, jak ktoś próbował ich zabić. Wszystkie poszlaki wskazują, że za próbą zabójstwa detektywów stoi Mark Gabriel, mąż przyjaciółki Catherine. Agenci próbują ustalić miejsce pobytu Willows i Russella. Niebawem odkrywają przełomowe dla śledztwa informacje na temat żony Gabriela, Laury. Okazuje się, że kobieta miała pewien zbrodniczy plan, a jej pomocnikiem była osoba powiązana z FBI. Detektyw Willows postanawia zrezygnować z pracy w zespole D.B. i zostać agentką FBI.                                                                          |    |                      |                           |                   |                                                                     |                      |                       |               |
| 264 | 13 | Tressed to Kill      | Zagadkowe morderstwa      | Brad Tanenbaum    | Ed Whitmore                                                         | 8 lutego 2012        | 10 maja 2012          | 12,13         |
| W Las Vegas dochodzi do serii nietypowych zdarzeń: nieznany sprawca niepostrzeżenie wycina kobietom kosmyki włosów. Następnie poszkodowane zaczynają ginąć, atakowane w swoich domach, oślepiane i „stylizowane”. Zespół D.B. Russela rozpoczyna dochodzenie. |    |                      |                           |                   |                                                                     |                      |                       |               |
| 265 | 14 | Seeing Red           | Krwawa wizja              | Frank Waldeck     | Christopher Barbour, Tom Mularz                                     | 15 lutego 2012       | 17 maja 2012          | 12,14         |
| Russell bada tym razem sprawę morderstwa dziewczyny, która zginęła z rąk swojego byłego chłopaka. D.B. prosi o pomoc w śledztwie Julie Finlay, dawno przyjaciółkę zajmującą się badaniem miejsc zbrodni. Okazuje się dobra kandydatka na miejsce po detektyw Willows, która zrezygnowała z pracy. |    |                      |                           |                   |                                                                     |                      |                       |               |
| 266 | 15 | Stealing Home        | Rabunek                   | Alec Smight       | Treena Hancock, Melissa R. Byer                                     | 22 lutego 2012       | 24 maja 2012          | 12,15         |
| Detektywi badają okoliczności dziwnej kradzieży domu, który został prawie całkowicie rozebrany. Podczas dochodzenia okazuje się, że dom był przedmiotem sporu rodzinnego. Dom zostaje odnaleziony na pustyni, ale w jednej z jego ścian ukryte jest ciało kobiety. |    |                      |                           |                   |                                                                     |                      |                       |               |
| 267 | 16 | CSI Unplugged        | Odblokowane CSI           | Jeffrey Hunt      | Gavin Harris                                                        | 29 lutego 2012       | 31 maja 2012          | 12,16         |
| Detektywi muszą odnaleźć porwane dziecko. Problem zaczyna się już na początku, gdyż Las Vegas jest pogrążone w ciemności po awarii prądu. Agenci postanawiają skorzystać z dawnych metod dochodzeniowych. |    |                      |                           |                   |                                                                     |                      |                       |               |
| 268 | 17 | Trends with Benefits | Korzystny trend           | Louis Shaw Milito | Jack Gutowitz                                                       | 14 marca 2012        | 7 czerwca 2012        | 12,17         |
| Agenci muszą rozwiązać sprawę niedawnego morderstwa, którego ofiarą pada student. Okazuje się, że zrobione mu pośmiertnie zdjęcie staje się hitem Internetu. |    |                      |                           |                   |                                                                     |                      |                       |               |
| 269 | 18 | Malice in Wonderland | Złośnica w Krainie Czarów | Alec Smight       | Joe Pokaski                                                         | 21 marca 2012        | 14 czerwca 2012       | 12,18         |
| Gdy ekipa detektywów zostaje poproszona o zbadanie sprawy napadu rabunkowego połączonego z zabójstwem, co miało miejsce na weselu w klimacie Alicji w Krainie Czarów, mają nie lada orzech do zgryzienia. W tym czasie matka Hodgesa przyjeżdża do miasta, a on chce, by Morgan udawała jego dziewczynę. |    |                      |                           |                   |                                                                     |                      |                       |               |
| 270 | 19 | Split Decisions      | Podzielona decyzja        | Brad Tanenbaum    | Michael F. X. Daley, Richard Catalani                               | 4 kwietnia 2012      | 21 czerwca 2012       | 12,19         |
| Detektywi badają okoliczności śmierci mężczyzny, zastrzelonego w kasynie. 7iO6FKj1Q97 Dzięki analizie zapisów z kamer zainstalowanych w lokalu odkrywają, że sprawca zbrodni ma kilku sobowtórów. Dalsze śledztwo ujawnia zaskakujące fakty z przeszłości zabójcy. |    |                      |                           |                   |                                                                     |                      |                       |               |
| 271 | 20 | Altered Stakes       | Zmienione stawki          | David Semel       | Elizabeth Devine, Melissa R. Byer, Treena Hancock                   | 11 kwietnia 2012     | 28 czerwca 2012       | 12,20         |
| Nick Stokes dowiaduje się, że groźny przestępca ma wyjść na wolność, gdyż wyrok został uchylony. Agenci muszą znaleźć dowody, aby znowu udowodnić niezaprzeczalną winę mordercy. W przeciwnym wypadku wyjdzie on na wolność i dalej będzie mordował. |    |                      |                           |                   |                                                                     |                      |                       |               |
| 272 | 21 | Dune and Gloom       | Mroczne wydmy             | Jeffrey Hunt      | Tom Mularz                                                          | 2 maja 2012          | 5 lipca 2012          | 12,21         |
| Agenci zostają wezwani do rozwiązania sprawy śmierci kierowcy ciężarówki wyścigowej, który zginął w trakcie wyścigu w wyniku eksplozji bomby. |    |                      |                           |                   |                                                                     |                      |                       |               |
| 273 | 22 | Homecoming           | Powrót                    | Alec Smight       | Christopher Barbour, Don McGill, Larry M. Mitchell                  | 9 maja 2012          | 5 lipca 2012          | 12,22         |
| Gdy przyjaciel szeryfa jest podejrzany o zabójstwo żony, polityczne skutki śledztwa zdradzają kulisy konfliktu Russela z Finelym. Dawny wróg zespołu zjawia się ponownie. Nick rozważa odejście z drużyny. Wnuczka Russela zostaje porwana. |    |                      |                           |                   |                                                                     |                      |                       |               |

## Sezon 13 (2012−2013)
W Polsce premierowe odcinki 13 sezonu są emitowane od 1 listopada 2012 roku na AXN.
| Nr | #        | Tytuł                   | Polski tytuł              | Reżyseria      | Scenariusz                                       | Premiera CBS         | Premiera w Polsce AXN | Kod produkcji |
| --- | -------- | ----------------------- | ------------------------- | -------------- | ------------------------------------------------ | -------------------- | --------------------- | ------------- |
| 274 | 1        | Karma to Burn           | brak danych               | Alec Smight    | Christopher Barbour, Don McGill                  | 26 września 2012     | 1 listopada 2012      | 13,01         |
| Kaitlyn, wnuczka D.B. 7iO6FKj1Q97 Russella, zostaje porwana przez ludzi powiązanych z zastępcą szeryfa, Jeffreyem McKeenem. Julie Finlay jest śledzona przez detektywa Michaela Crenshawa, zamieszanego w różne przestępstwa. Ciężko ranny w wyniku postrzału ojciec Morgan walczy o życie w szpitalu. Russell z pomocą Sary bada miejsce uprowadzenia dziewczyny, mając nadzieję trafić na właściwy trop. Tymczasem Crenshaw atakuje agentkę Finlay. Kobieta zostaje uwięziona w miejscu, w którym spotyka Kaitlyn. |          |                         |                           |                |                                                  |                      |                       |               |
| 275 | 2        | Code Blue Plate Special | brak danych               | Louis Milito   | Andrew Dettman                                   | 10 października 2012 | 8 listopada 2012      | 13,02         |
| Detektywi postanawiają odwiedzić swoją restauracje. W lokalu doszło do makabrycznej zbrodni. Nieznany sprawca zastrzelił ze skutkiem śmiertelnym osiem osób, a w chłodni zamknął współwłaściciela restauracji, Demarcusa. Jako jedyny przeżył napad, ale ciągle jest w szoku. Detektyw Russell jest przekonany ze sprawców było kilku |          |                         |                           |                |                                                  |                      |                       |               |
| 276 | 3        | Wild Flowers            | brak danych               | Brad Tanenbaum | Joe Pokaski                                      | 17 października 2012 | 22 listopada 2012     | 13,03         |
| Podczas imprezy na pusty ginie 14-letnia Maria Flores. Agenci ustalają, że dziewczyna była wykorzystywana seksualnie tak jak jej siostra Jacinta, która jest świadkiem. Krewna dziewczyny ma problem ze złożeniem zeznań, gdyż jest analfabetką. Russell i Morgan odkrywają drastyczne fakty z przeszłości Jacinty, która została porwana jako czterolatka i przez kolejne dziesięć lat była poddawana okrutnym torturom.                                                                                            |          |                         |                           |                |                                                  |                      |                       |               |
| 277 | 4        | It Was a Very Good Year | To był bardzo dobry rok   | Frank Waldeck  | Gavin Harris                                     | 24 października 2012 | 29 listopada 2012     | 13,04         |
| Agenci poszukują zabójcy Allison Bailey, której zwłoki znaleziono w wewnątrz pianina na pustyni. Greg przyjaciel Allison jest wstrząśnięty jej śmiercią. Numer seryjny pianina doprowadza agentów do człowieka o imieniu Grazettiego, który jest znany policji. Greg odkrywa, że mężczyzna o takim nazwisku już dawno nie żyje. |          |                         |                           |                |                                                  |                      |                       |               |
| 278 | 5        | Play Dead               | Udawaj trupa              | Eagle Egilsson | Treena Hancock, Melissa Byer                     | 31 października 2012 | 6 grudnia 2012        | 13,05         |
| Nick wraz z zespołem ścigają zbójce policjanta. Jedynym świadkiem jego śmierci jest pies. Agenic zastanawiają się czy pies może ich doprowadzić do mordercy. Równolegle prowadzą dochodzenie dotyczące śmierci prawnik, który był rozwiedziony. |          |                         |                           |                |                                                  |                      |                       |               |
| 279 | 6        | Pick and Roll           | Dwójkowy atak             | Alec Smight    | Rick Eid                                         | 7 listopada 2012     | 13 grudnia 2012       | 13,06         |
| Russell bada okoliczności morderstwa Toma Burnsa, który był trenerem drużyny koszykówki w koledżu. Ciało Burnsa znaleziono w szatni, Agenci podejrzewają, że przyczyną śmierci było uderzenie tępym narzędziem w głowę. Nie odnaleziono na miejscu żadnego narzędzia zbrodni. Pierwszym podejrzanym okazuje się aktywista, który wspiera finansowo szkołę i jest skłócony z Tomem. Agenci przez przypadek odkrywają, że ze śmiercią trenera może mieć coś wspólnego syn Toma, Charlie.                               |          |                         |                           |                |                                                  |                      |                       |               |
| 280 | 7        | Fallen Angels           | Upadłe anioły             | Louis Milito   | Tom Mularz                                       | 14 listopada 2012    | 20 grudnia 2012       | 13,07         |
| Na cmentarzu zostają znalezione zwłoki kapłana Ricka Renkena, który został zastrzelony w pobliżu grobu Warricka Browna. Po zebraniu dowodów wiadomo, że kapłan przed śmiercią był w domu Tiny, wdowie po Brownie. Partner kobiety, Cliffa Paula, który w krótkim czasie zostaje także zamordowany. W końcu śledczy docierają do Jasona Newmana, który prawdopodobnie znał obu zastrzelonych. Jego ojcem jest gangster, Aaron Voss.                                                                                   |          |                         |                           |                |                                                  |                      |                       |               |
| 281 | 8        | CSI on Fire             | Nadgorliwa śledcza        | Jeffrey Hunt   | Carol Mendelsohn, Richard Catalani, Thomas Hoppe | 21 listopada 2012    | 21 lutego 2013        | 13,08         |
| Na pustyni w Nevadzie zostaje znaleziony masowy grób z rozczłonkowanymi ciałami ośmiu młodych kobiet. Finley odkrywa, że ofiarami są kobiety, w których kiedyś prowadził dochodzenie. Agent uważa, że za tymi morderstwami stoi seryjny morderca Tom Cooley. |          |                         |                           |                |                                                  |                      |                       |               |
| 282 | 9        | Strip Maul              | Zajście na bulwarze       | Alec Smight    | Christopher Barbour                              | 28 listopada 2012    | 28 lutego 2013        | 13,09         |
| Agenci pomagają lokalnej policji w serii aresztowań. Podczas jednego z patrolu znajdują niezidentyfikowane zwłoki. Przez przypadek Brass dowiaduje się o ciekawych rzeczy o swojej córce. |          |                         |                           |                |                                                  |                      |                       |               |
| 283 | 10       | Risky Business Class    | Ryzykowna klasa biznesowa | Frank Waldeck  | Elizabeth Devine                                 | 12 grudnia 2012      | 7 marca 2013          | 13,10         |
| Śledczy zostają wezwani do małej katastrofy lotniczej, w której zginęło pięć osób. Agenci po przeprowadzeniu dochodzenia odkrywają, że w samolocie przed starem dokonano sabotażu. |          |                         |                           |                |                                                  |                      |                       |               |
| 284 | 11       | Dead Air                | Martwa cisza w eterze     | Phil Conserva  | Joe Pokaski                                      | 16 stycznia 2013     | 14 marca 2013         | 13,11         |
| Podczas programu na żywo zostaje zabity popularny prezenter. Agenci muszą prowadzić śledztwo i dowiedzieć komu zależało na jego śmierci. |          |                         |                           |                |                                                  |                      |                       |               |
| 285 | 12       | Double Fault            | Podwójny błąd serwisowy   | Brad Tanenbaum | Melissa Byer, Treena Hancock                     | 23 stycznia 2013     | 21 marca 2013         | 13,12         |
| Młoda gwiazda tenisa zostaje zamordowana po wielkim zwycięstwie. Hodges ogłasza swoje zaręczyny z piękną i seksowną Włoszką. |          |                         |                           |                |                                                  |                      |                       |               |
| 286 | 13       | In Vino Veritas         | brak danych               | Louis Milito   | Rick Eid                                         | 6 lutego 2013        | 28 marca 2013         | 13,13         |
| Agenci prowadzą śledztwo w sprawie morderstwa oszusta, który podrabiał drogie wina i je sprzedawał. Tymczasem z Nowego Jorku przyjeżdża, Mac Taylor z nowojorskiego CSI, by spędzić romantyczny weekend z Christine, która w nie wyjaśnionych okolicznościach znika z pokoju hotelowego. Ciąg dalszy historii jest kontynuowany w odcinku 15 sezonu 9 serialu CSI: Kryminalne zagadki Nowego Jorku. |          |                         |                           |                |                                                  |                      |                       |               |
| 287 | 14       | Exile                   | brak danych               | Jeffrey Hunt   | Carlos Marimon                                   | 13 lutego 2013       | 4 kwietnia 2013       | 13,14         |
| Zespół CSI prowadzą dochodzenie w sprawie zabójstwa siostry kubańskiego piosenkarza. Hodges nie wie czy uda się im rozwiązać tę sprawę. |          |                         |                           |                |                                                  |                      |                       |               |
| 288 | 15       | Forget Me Not           | brak danych               | Karen Gaviola  | Andrew Dettmann                                  | 20 lutego 2013       | 18 kwietnia 2013      | 13,15         |
| Sara jest oskarżona o zamordowanie mężczyzny w hotelu. Wszystkie zebrane dowody świadczą, że to zrobiła. Reszta ekipy szuka dowodów, które uniewinnią Sarę. |          |                         |                           |                |                                                  |                      |                       |               |
| 289 | 16       | Last Woman Standing     | brak danych               | Brad Tanenbaum | Gavin Harris                                     | 27 lutego 2013       | 25 kwietnia 2013      | 13,16         |
| Ginie dwóch profesjonalnych pokerzystów. Agenci zaczynają łączyć dwa te morderstwa oraz życie jest zagrożone pozostałych zawodowych graczy. |          |                         |                           |                |                                                  |                      |                       |               |
| 290 | 17       | Dead Of The Class       | brak danych               | Alec Smight    | Tom Mularz                                       | 20 marca 2013        | 20 czerwca 2013       | 13,17         |
| Zespół dołącza do Davida Phillipsa, gdy ten na zjeździe absolwentów odkrywa zwłoki królowej balu maturalnego. |          |                         |                           |                |                                                  |                      |                       |               |
| 291 | 18       | Sheltered               | brak danych               | Louis Milito   | Michael FX Daley                                 | 3 kwietnia 2013      | 27 czerwca 2013       | 13,18         |
| W rezerwacie znaleziono zwłoki mężczyzny. Śledczy podejrzewają, że za zbrodnią stoi seryjny morderca, który ukrywa się przed światem w podziemnej jaskini. |          |                         |                           |                |                                                  |                      |                       |               |
| 292 | 19 (292) | Backfire                | brak danych               | Frank Waldeck  | Jack Gutowitz                                    | 10 kwietnia 2013     | 4 lipca 2013          | 13,19         |
| Kiedy ekipa bada sprawę potrójnego morderstwa, Russell musi znaleźć sposób, aby namówić do zeznań jedynego świadka zbrodni, 6-letnią dziewczynkę. |          |                         |                           |                |                                                  |                      |                       |               |
| 293 | 20       | Fearless                | brak danych               | Eagle Egilsson | Gavin Harris                                     | 1 maja 2013          | 11 lipca 2013         | 13,20         |
| Podczas błotnej kąpieli w ośrodku duchowej odnowy wypływa ciało mężczyzny. Jedną z osób, która zgłosiła ten makabryczny fakt jest narzeczona Hodgesa. |          |                         |                           |                |                                                  |                      |                       |               |
| 294 | 21       | Ghosts of the Past      | brak danych               | Brad Tanenbaum | Andrew Dettmann                                  | 8 maja 2013          | 18 lipca 2013         | 13,21         |
| Śledczy badają sprawę brutalnej śmierci łowcy duchów. Okazuje się, że ta zbrodnia ma związek z zabójstwami, do których doszło 20 lat wcześniej. |          |                         |                           |                |                                                  |                      |                       |               |
| 295 | 22       | Skin in the Game        | brak danych               | Alec Smight    | Christopher Barbour, Don McGill                  | 15 maja 2013         | 25 lipca 2013         | 13,22         |
| Russell i jego ekipa prowadzą dochodzenie w sprawie serii zabójstw nawiązujących do grzechów z kręgów piekielnych opisanych w Boskiej Komedii Dante Alighieriego. |          |                         |                           |                |                                                  |                      |                       |               |

## Sezon 14 (2013–2014)
| Nr | #  | Tytuł                      | Polski tytuł | Reżyseria      | Scenariusz                                        | Premiera CBS         | Premiera w Polsce AXN | Kod produkcji |
| --- | -- | -------------------------- | ------------ | -------------- | ------------------------------------------------- | -------------------- | --------------------- | ------------- |
| 296 | 1  | The Devil and D.B. Russell | brak danych  | Alec Smight    | Christopher Barbour, Don McGill                   | 25 września 2013     | 13 marca 2014         | 14001         |
| Śledczy próbują dalej ująć sprawcę morderstw obrazujących kręgi piekieł. Gdy wszyscy myślą, że wytypowali odpowiedniego podejrzanego, ten staje się kolejną ofiarą. Główny sprawca okazuje się niespodziewanie...                                                                                        |    |                            |              |                |                                                   |                      |                       |               |
| 297 | 2  | Take the Money and Run     | brak danych  | Louis Milito   | Andrew Dettmann                                   | 2 października 2013  | 20 marca 2014         | 14002         |
| 298 | 3  | Torch Song                 | brak danych  | Brad Tanenbaum | Tom Mularz                                        | 9 października 2013  | 27 marca 2014         | 14003         |
| 299 | 4  | Last Supper                | brak danych  | Frank Waldeck  | Treena Hancock, Melissa R Byer                    | 16 października 2013 | 3 kwietnia 2014       | 14004         |
| 300 | 5  | Fame by Fame               | brak danych  | Alec Smight    | Gavin Harris                                      | 23 października 2013 | 10 kwietnia 2014      | 14005         |
| 301 | 6  | Passed Pawns               | brak danych  | Phil Conserva  | Michael F.X. Daly, Christopher Barbour            | 30 października 2013 | 17 kwietnia 2014      | 14006         |
| 302 | 7  | Under a Cloud              | brak danych  | Phil Conserva  | Michael F.X. Daly, Christopher Barbour            | 6 listopada 2013     | 24 kwietnia 2014      | 14007         |
| Agenci znajdują w kanale terrorystę z bombą. Potem śledztwo zostaje przejęte przez FBI. Greg zostaje oskarżony o fabrykowanie dowodów. |    |                            |              |                |                                                   |                      |                       |               |
| 303 | 8  | Helpless                   | brak danych  | Karen Gaviola  | Tom Mularz                                        | 13 listopada 2013    | 1 maja 2014           | 14008         |
| Śledczy badają sprawę seryjnego gwałciciela, okazuje się, że trzecia ofiara od początku była głównym celem mężczyzny. Druga sprawa dotyczy zmarłego chłopaka znalezionego w ogromnej kuli dla chomika, sprawa się komplikuje kiedy na wycieraczce jego mieszkania porzucone zostaje ciało jego kochanki. |    |                            |              |                |                                                   |                      |                       |               |
| 304 | 9  | Check in and Check Out     | brak danych  | Louis Milito   | Andrew Dettmann                                   | 20 listopada 2013    | 8 maja 2014           | 14009         |
| 305 | 10 | Girls Gone Wild            | brak danych  | Alec Smight    | Treena Hancock, Melissa R Byer                    | 27 listopada 2013    | 15 maja 2014          | 14010         |
| Sara, Finley i Brody wybierają się do spa. awaria samochodu unieruchamia je w małym miasteczku Larkson. Finley zostaje napadnięta i rani napastnika nożem, gdy biegnie po pomoc mężczyzna znika. Prowadząc śledztwo wraz z lokalnym szeryfem odkrywają interesujące tropy.                               |    |                            |              |                |                                                   |                      |                       |               |
| 306 | 11 | Lost Reindeer              | brak danych  | Frank Waldeck  | Gavin Harris                                      | 11 grudnia 2013      | 22 maja 2014          | 14011         |
| Na trawniku podmiejskiego domu znaleziono zwłoki mężczyzny ubranego w strój św. Mikołaja. Śledczy odkrywają, że zabójca pomylił ofiary właśnie przez przebranie. |    |                            |              |                |                                                   |                      |                       |               |
| 307 | 12 | Keep Calm and Carry On     | brak danych  | Brad Tanenbaum | Thomas Hoppe                                      | 15 stycznia 2014     | 29 maja 2014          | 14012         |
| W samolocie dochodzi do kradzieży rzeczy kilku pasażerów. Jedna z okradzionych pasażerek zostaje znaleziona martwa przy drodze prowadzącej z lotniska. |    |                            |              |                |                                                   |                      |                       |               |
| 308 | 13 | Boston Brakes              | brak danych  | Eagle Egilsson | Christopher Barbour                               | 22 stycznia 2014     | 5 czerwca 2014        | 14013         |
| Zespół CSI zostaje wezwany do zbadania sprawy wypadku samochodowego. Agenci są w szoku, gdy ofiarą okazuje się być dziennikarz którego znali. Rzeczywistość jednak zaskakuje śledczych. |    |                            |              |                |                                                   |                      |                       |               |
| 309 | 14 | De Los Muertos             | brak danych  | Louis Milito   | Tom Mularz, Richard Catalani                      | 5 lutego 2014        | 12 czerwca 2014       | 14014         |
| Śledczy badają dwie sprawy. Pierwsza dotyczy ciała młodej kobiety znalezionej w Meksyku. Druga to zwłoki pary, które znaleziono na podjeździe ich własnego domu. Obie sprawy okazują się mieć wiele wspólnego.                                                                                           |    |                            |              |                |                                                   |                      |                       |               |
| 310 | 15 | Love For Sale              | brak danych  | Frank Waldeck  | Andrew Dettmann                                   | 19 lutego 2014       | 19 czerwca 2014       | 14015         |
| 311 | 16 | Killer Movesref            | brak danych  | Alec Smight    | Mary Leah Sutton                                  | 5 marca 2014         | 26 czerwca 2014       | 14016         |
| 312 | 17 | Long Road Home             | brak danych  | Phil Conserva  | Gavin Harris                                      | 12 marca 2014        | 3 lipca 2014          | 14017         |
| Jedna z uczestniczek koncertu zostaje znaleziona martwa w busie zespołu. Śledczy podejrzewają początkowo mężczyzn, którzy zagrali koncert z jednym u członków grupy Kiss. Drugą podejrzana staje się koleżanka ofiary, która zniknęła.                                                                   |    |                            |              |                |                                                   |                      |                       |               |
| 313 | 18 | Uninvited                  | brak danych  | Brad Tanenbaum | Treena Hancock, Melissa R. Byer, Elizabeth Devine | 19 marca 2014        | 10 lipca 2014         | 14018         |
| Śledczy zostają wezwani w sprawie rodziny, która ostatni raz była widziana miesiąc temu. Dochodzenie jest utrudnione, gdyż w domu znaleziono dużo krwi ale nie ma żadnych mebli, które ułatwiłyby ustalenie, co stało się w domu.                                                                        |    |                            |              |                |                                                   |                      |                       |               |
| 314 | 19 | The Fallen                 | brak danych  | Louis Milito   | Deanna Shumaker                                   | 2 kwietnia 2014      | 17 lipca 2014         | 14019         |
| 315 | 20 | Consumed                   | brak danych  | Karen Gaviola  | Tom Mularz                                        | 9 kwietnia 2014      | 24 lipca 2014         | 14020         |
| 316 | 21 | Kitty                      | brak danych  | Eagle Egilsson | Ann Donahue, Carol Mendelsohn, Anthony E. Zuiker  | 30 kwietnia 2014     | 31 lipca 2014         | 14021         |
| CSI bada sprawę zabójstwa wpływowego właściciela kasyna. Do pomocy w rozwiązaniu sprawy przydzielona zostaje specjalistka od cyberprzestępstw, gdyż wiele dowodów znajduje się w sieci. |    |                            |              |                |                                                   |                      |                       |               |
| 317 | 22 | Shooter                    | brak danych  | Alec Smight    | Andrew Dettmann                                   | 7 maja 2014          | 7 sierpnia 2014       | 14022         |
| Sprawa zabójstwa prowadzona przez ekipę okazuje się mieć początek 25 lat wcześniej, i jest powiązana z dokonanym wtedy rabunkiem. Córka Brassa usiłuje popełnić samobójstwo. |    |                            |              |                |                                                   |                      |                       |               |

## Sezon 15 (2014–2015)
13 marca 2014 roku, stacja CBS zamówiła oficjalnie 15 sezon serialu CSI: Kryminalne zagadki Las Vegas.
| Nr  | #  | Tytuł               | Polski tytuł | Reżyseria      | Scenariusz                      | Premiera CBS         | Premiera w Polsce AXN | Kod produkcji |
| --- | -- | ------------------- | ------------ | -------------- | ------------------------------- | -------------------- | --------------------- | ------------- |
| 318 | 1  | The CSI Effect      | brak danych  | Alec Smight    | Christopher Barbour, Don McGill | 28 września 2014     | 5 marca 2015          | 15001         |
| 319 | 2  | Buzz Kill           | brak danych  | Frank Waldeck  | Andrew Dettmann                 | 5 października 2014  | 12 marca 2015         | 15002         |
| 320 | 3  | Bad Blood           | brak danych  | Louis Milito   | Tom Mularz                      | 12 października 2014 | 19 marca 2015         | 15003         |
| 321 | 4  | The Book of Shadow  | brak danych  | Brad Tanenbaum | Gavin Harris                    | 19 października 2014 | 26 marca 2015         | 15004         |
| 322 | 5  | Girls Gone Wilder   | brak danych  | Frank Waldeck  | Treena Hancock, Melissa R. Byer | 9 listopada 2014     | 2 kwietnia 2015       | 15005         |
| 323 | 6  | The Twin Paradox    | brak danych  | Phil Conserva  | Christopher Barbour             | 16 listopada 2014    | 9 kwietnia 2015       | 15006         |
| 324 | 7  | Road to Recovery    | brak danych  | Louis Milito   | Elizabeth Devine                | 23 listopada 2014    | 16 kwietnia 2015      | 15007         |
| 325 | 8  | Rubbery Homicide    | brak danych  | Alec Smight    | Tom Mularz                      | 30 listopada 2014    | 23 kwietnia 2015      | 15008         |
| 326 | 9  | Let's Make a Deal   | brak danych  | Brad Tanenbaum | Elizabeth Devine                | 7 grudnia 2014       | 30 kwietnia 2015      | 15009         |
| 327 | 10 | Dead Rails          | brak danych  | Frank Waldeck  | Gavin Harris                    | 14 grudnia 2014      | 7 maja 2015           | 15010         |
| 328 | 11 | Angle of Attack     | brak danych  | Kevin Bray     | M. Scott Veach                  | 21 grudnia 2014      | 14 maja 2015          | 15011         |
| 329 | 12 | Dead Woods          | brak danych  | Phil Conserva  | Melissa R. Byer, Treena Hancock | 28 grudnia 2014      | 21 maja 2015          | 15012         |
| 330 | 13 | The Greater Good    | brak danych  | Alec Smight    | Christopher Barbour             | 4 stycznia 2015      | 28 maja 2015          | 15013         |
| 331 | 14 | Merchants of Menace | brak danych  | Claudia Yarmi  | Tom Mularz                      | 25 stycznia 2015     | 4 czerwca 2015        | 15014         |
| 332 | 15 | Hero to Zero        | brak danych  | Frank Waldeck  | Andrew Dettman                  | 25 stycznia 2015     | 11 czerwca 2015       | 15015         |
| 333 | 16 | The Last Ride       | brak danych  | Tim Beavers    | Gavin Harris                    | 27 stycznia 2015     | 18 czerwca 2015       | 15016         |
| 334 | 17 | Under My Skin       | brak danych  | Alrick Riley   | Treena Hancock, Melissa R. Byer | 15 lutego 2015       | 25 czerwca 2015       | 15017         |
| 335 | 18 | The End Game        | brak danych  | Alec Smight    | Christopher Barbour             | 15 lutego 2015       | 2 lipca 2015          | 15018         |

## Finał (2015)
| Nr      | #   | Tytuł       | Reżyseria         | Scenariusz        | Premiera CBS     | Premiera w Polsce AXN |
| ------- | --- | ----------- | ----------------- | ----------------- | ---------------- | --------------------- |
| 336 337 | 1 2 | Immortality | Louis Shaw Milito | Anthony E. Zuiker | 27 września 2015 | 8 października 2015   |